# Heilige Dreifaltigkeit und St. Marien (Lebach)

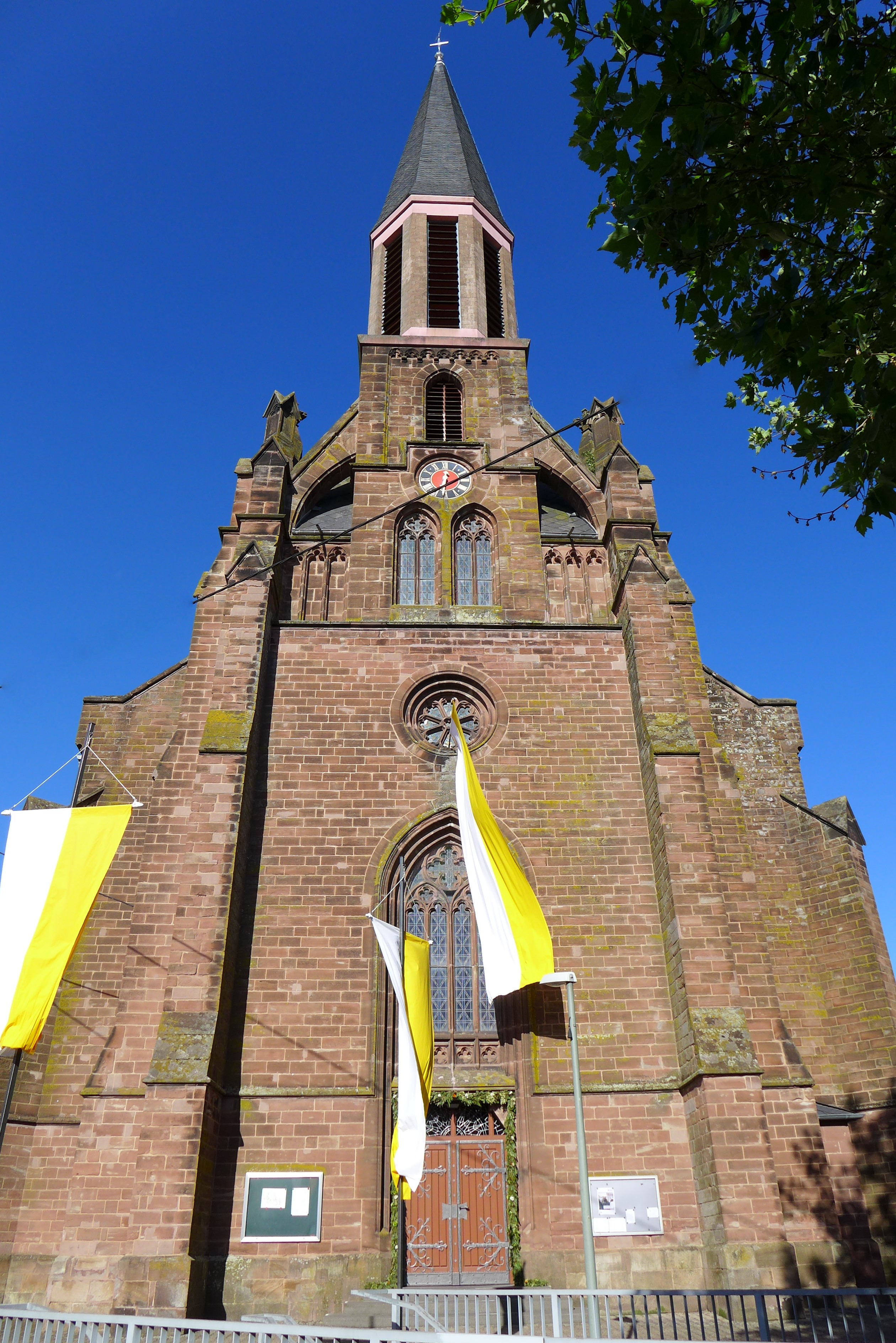
Heilige Dreifaltigkeit und St. Marien (Lebach), Turmfassade

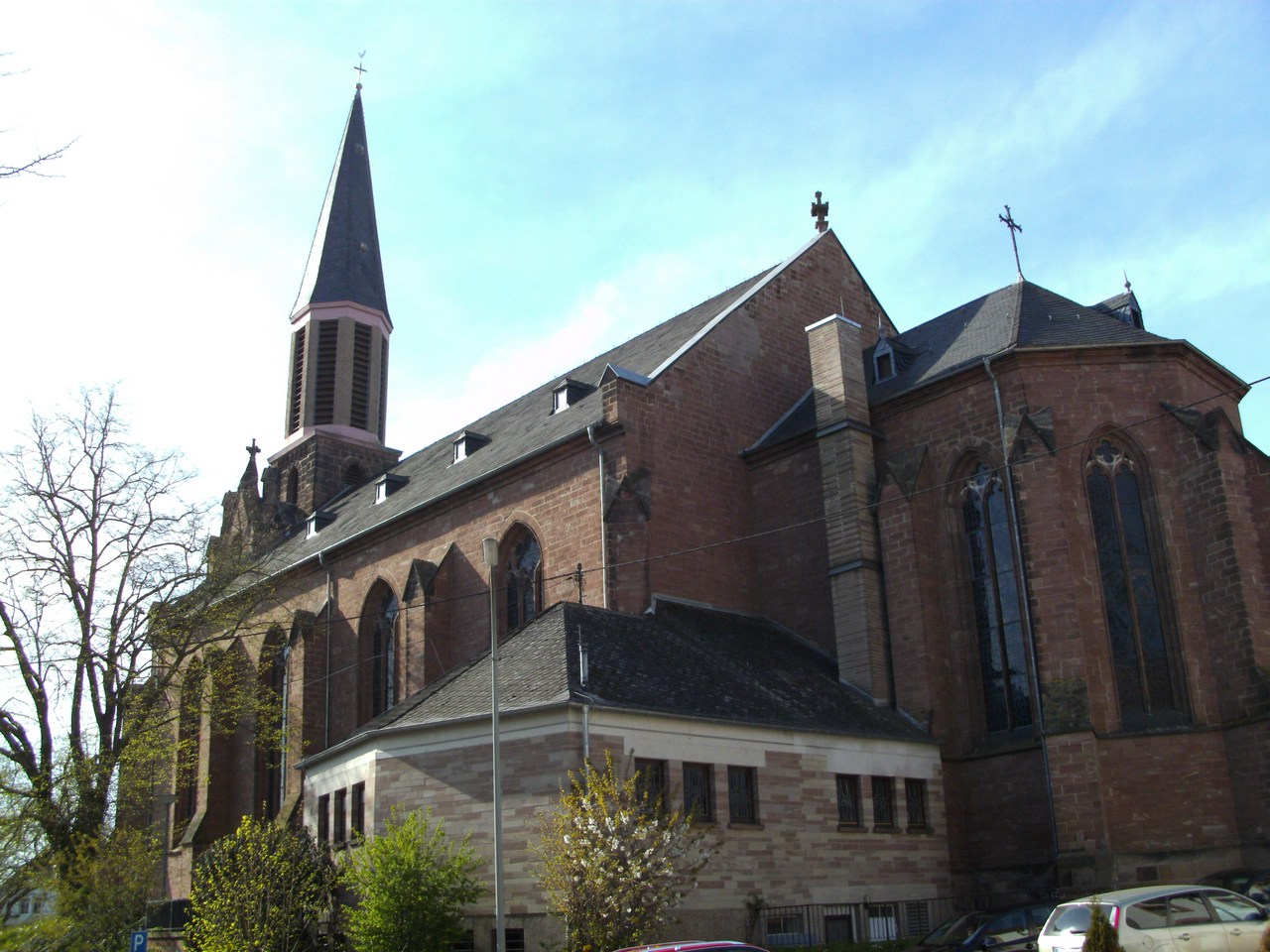
Heilige Dreifaltigkeit und St. Marien (Lebach), Ansicht der Kirche von der Apsis her mit Sakristei von 1967

Die Pfarrkirche Heilige Dreifaltigkeit und St. Marien ist die katholische Hauptkirche der Stadt Lebach im Zentrum des Saarlandes. Sie ist ein neugotisches Gebäude im Stile gotischer Hallenkirchen. Die Kirche ist dem Bistum Trier zugeordnet. Patroziniumstag ist das Dreifaltigkeitsfest. Der zweite Patroziniumstag ist das Fest Mariä Geburt am 8. September.

## Geschichte

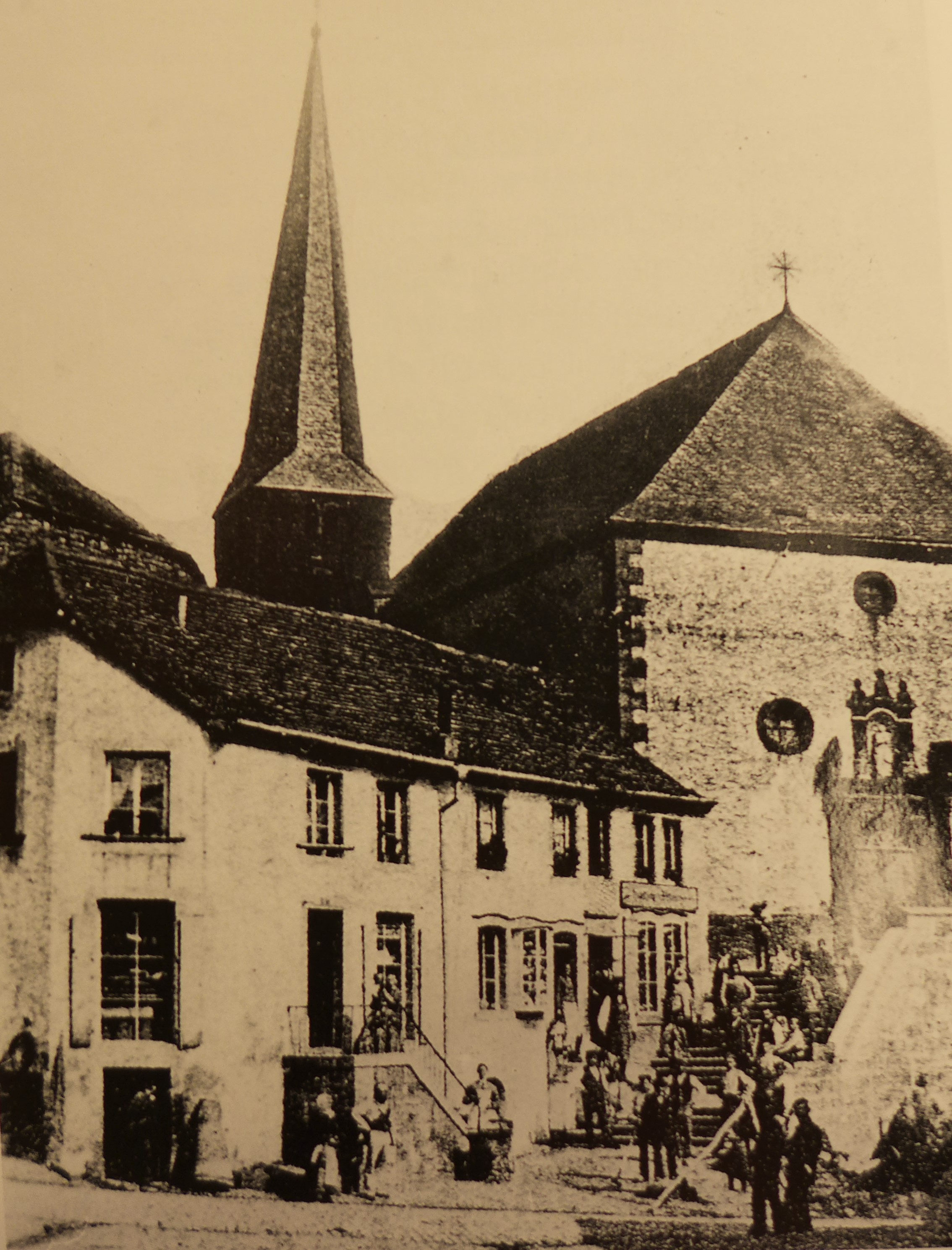
Heilige Dreifaltigkeit und St. Marien (Lebach), Die alte Kirche kurz vor dem Abriss im Jahr 1881

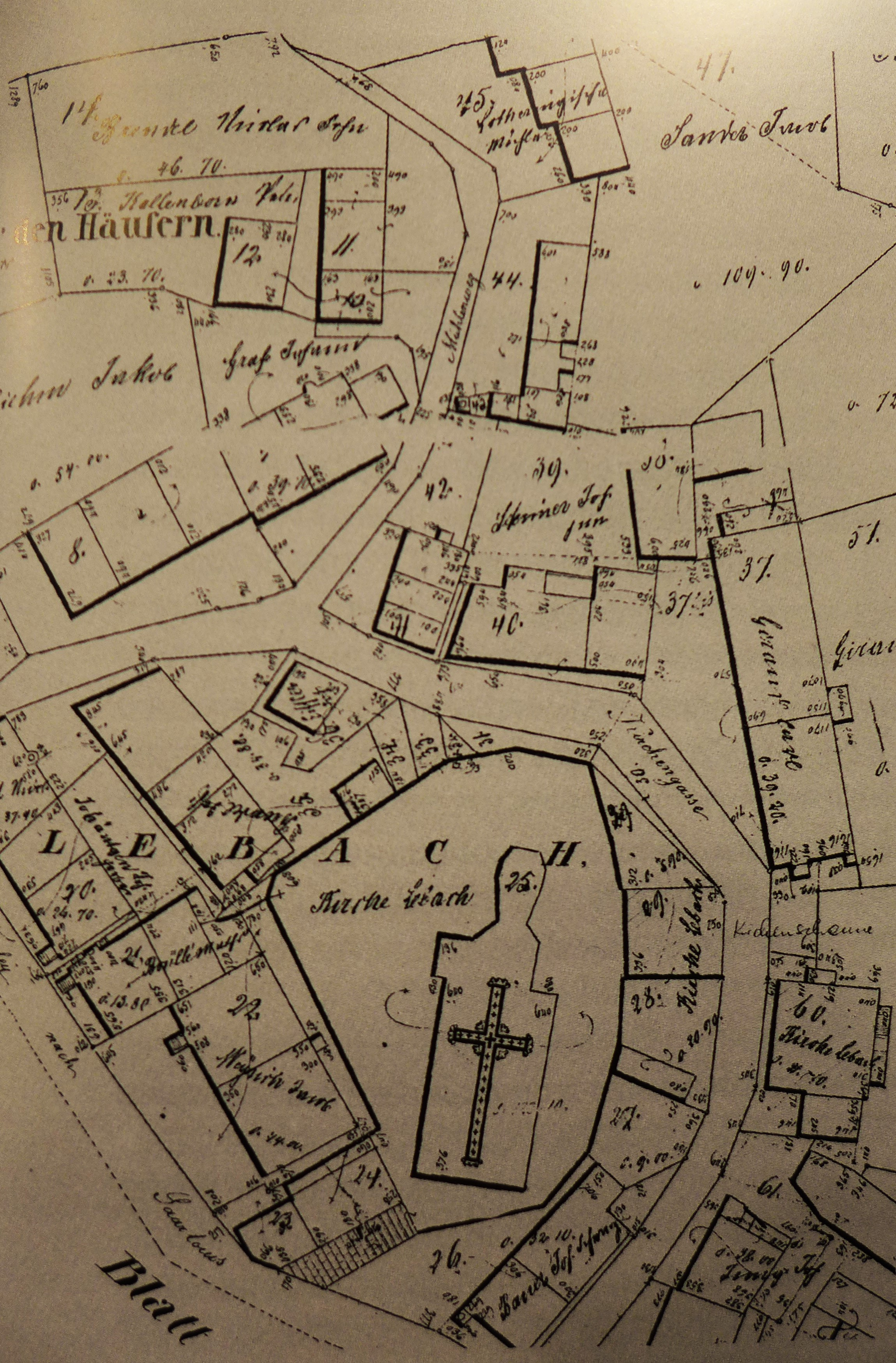
Heilige Dreifaltigkeit und St. Marien (Lebach), Lage der Kirche auf dem Katasterplan von 1845

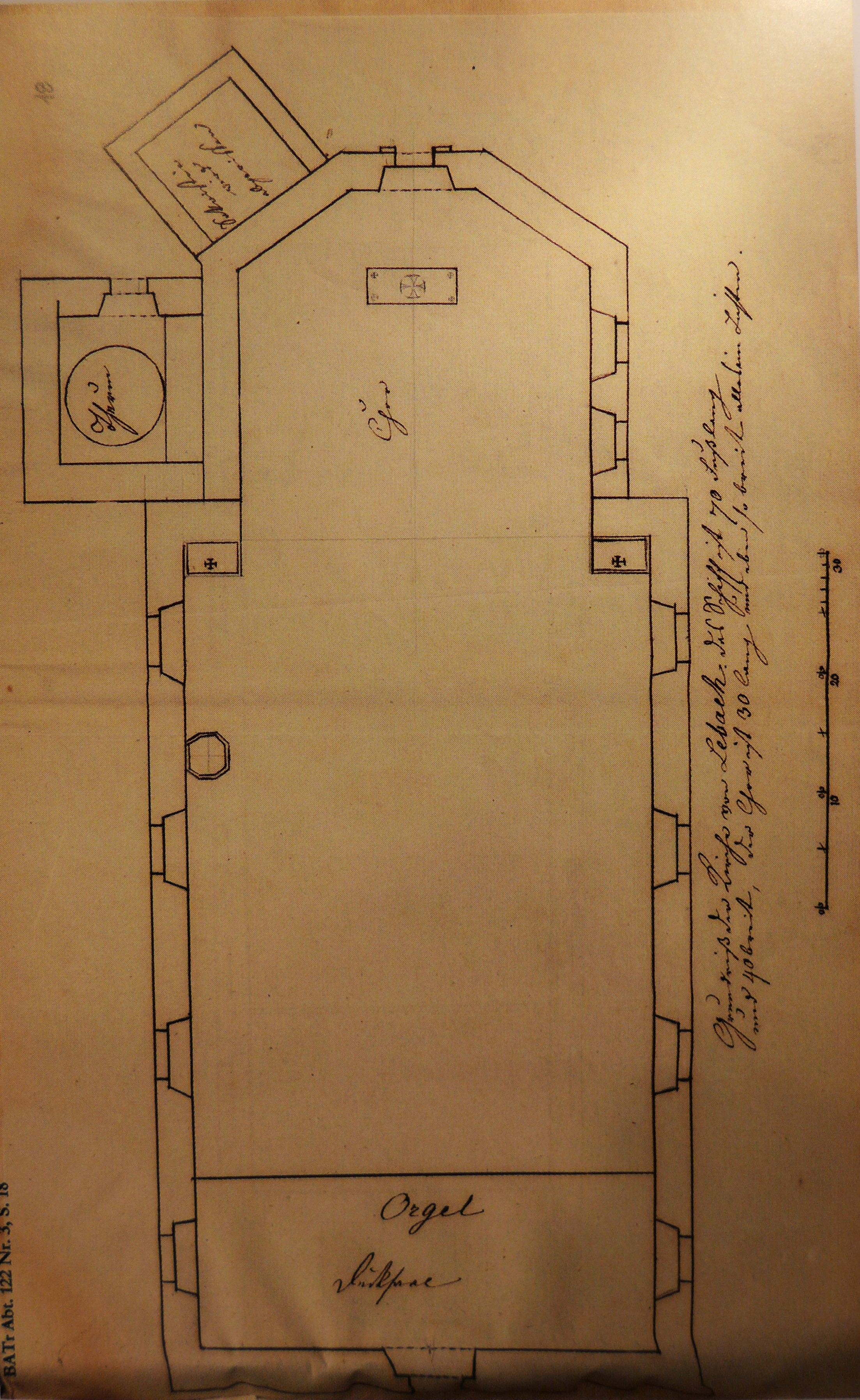
Heilige Dreifaltigkeit und St. Marien (Lebach), Grundriss der alten Lebacher Kirche um das Jahr 1835, Maße: Schiff = 70 Fuß Länge und 40 Fuß Breite; Chorbereich = 30 Fuß Länge und 30 Fuß Breite (Bistumsarchiv Trier, Abt. 122, Nr. 3, S. 18)

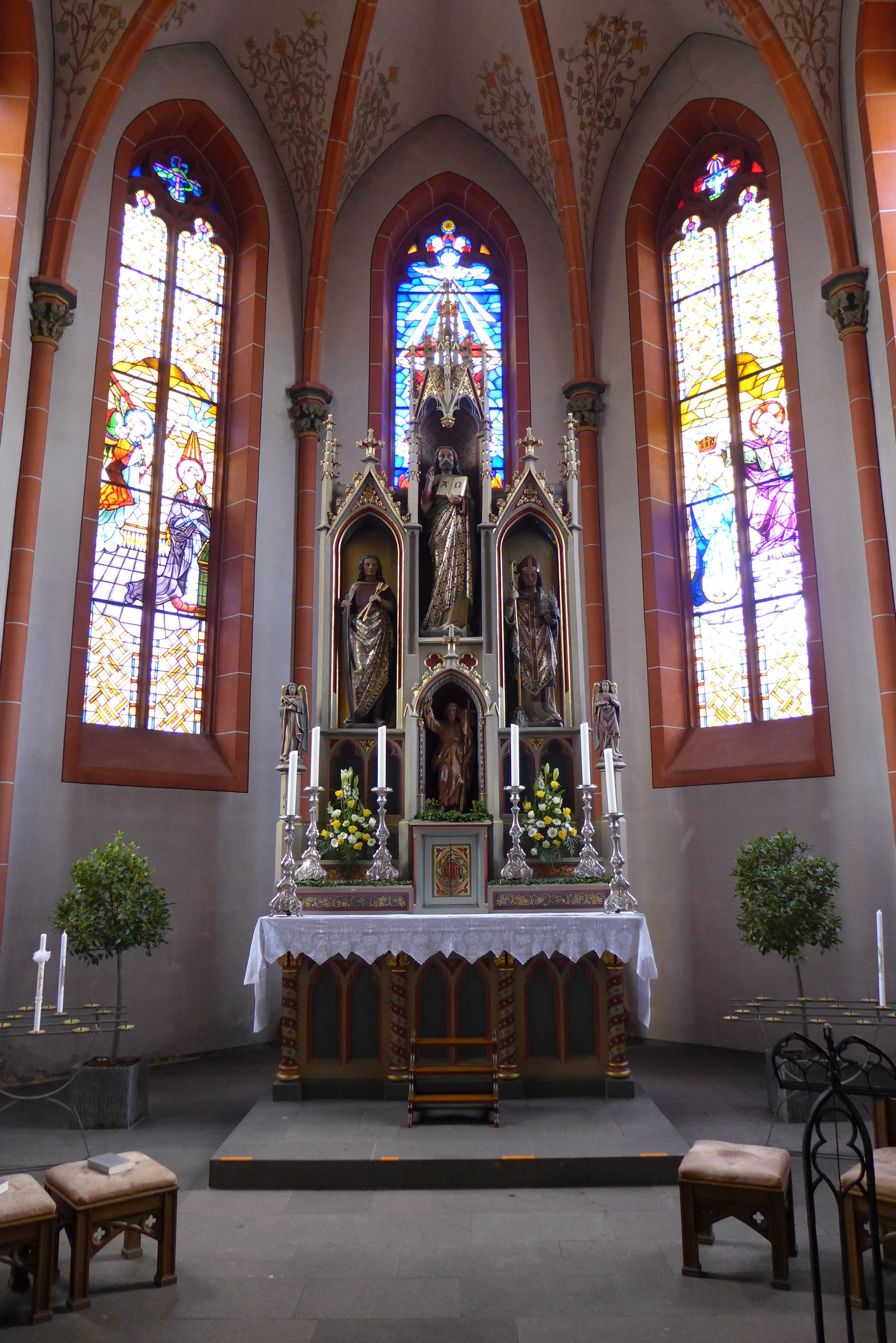
Heilige Dreifaltigkeit und St. Marien (Lebach), Apsis mit steinernem Hochaltar

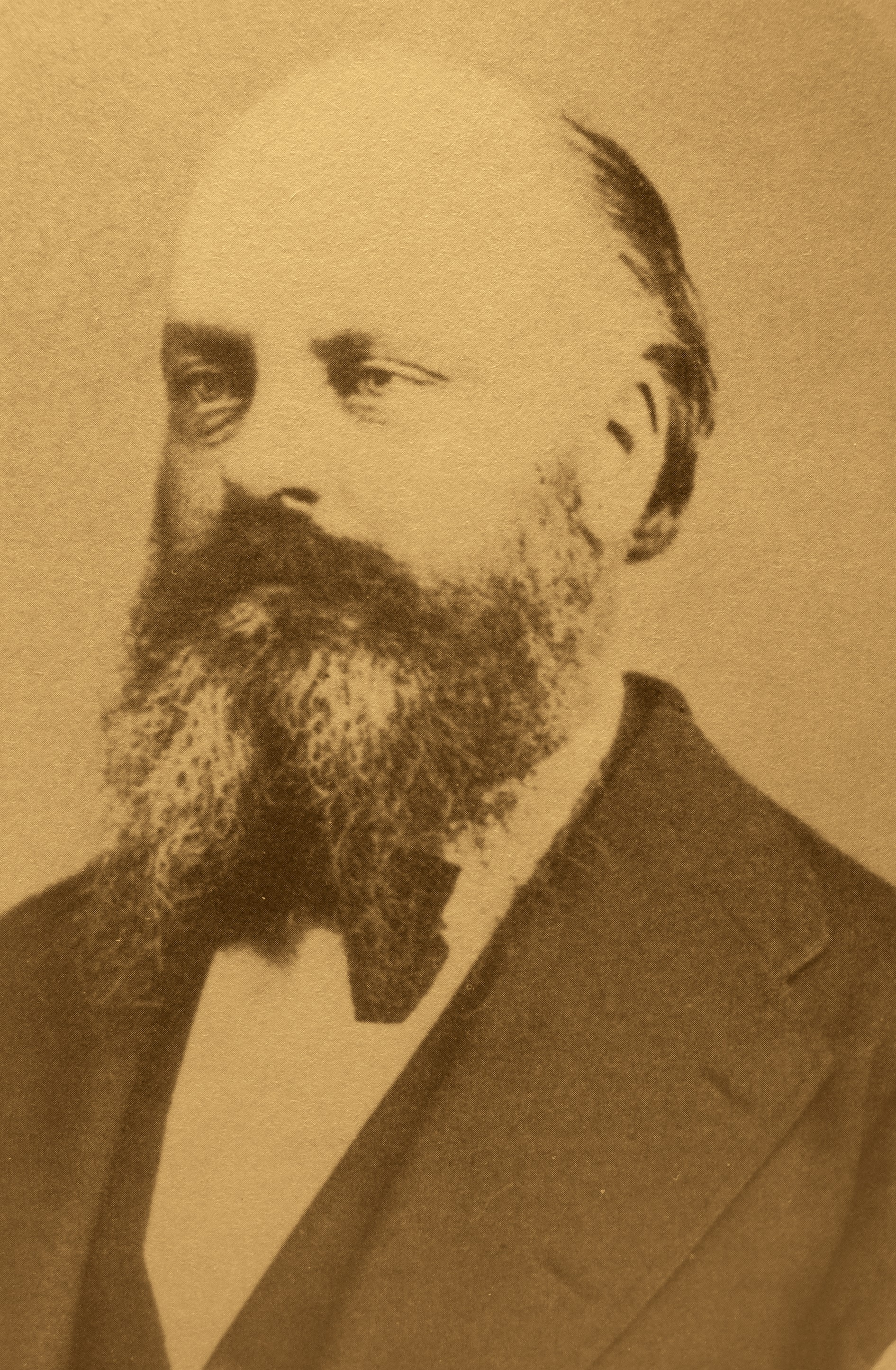
Carl Friedrich Müller (* 14. Juni 1833 in Hersfeld; † 1. August 1889 ebd.), Kreisbaumeister des Landkreises Saarlouis, Architekt der neogotischen Lebacher Kirche (Aufnahme aus dem Jahr 1870)

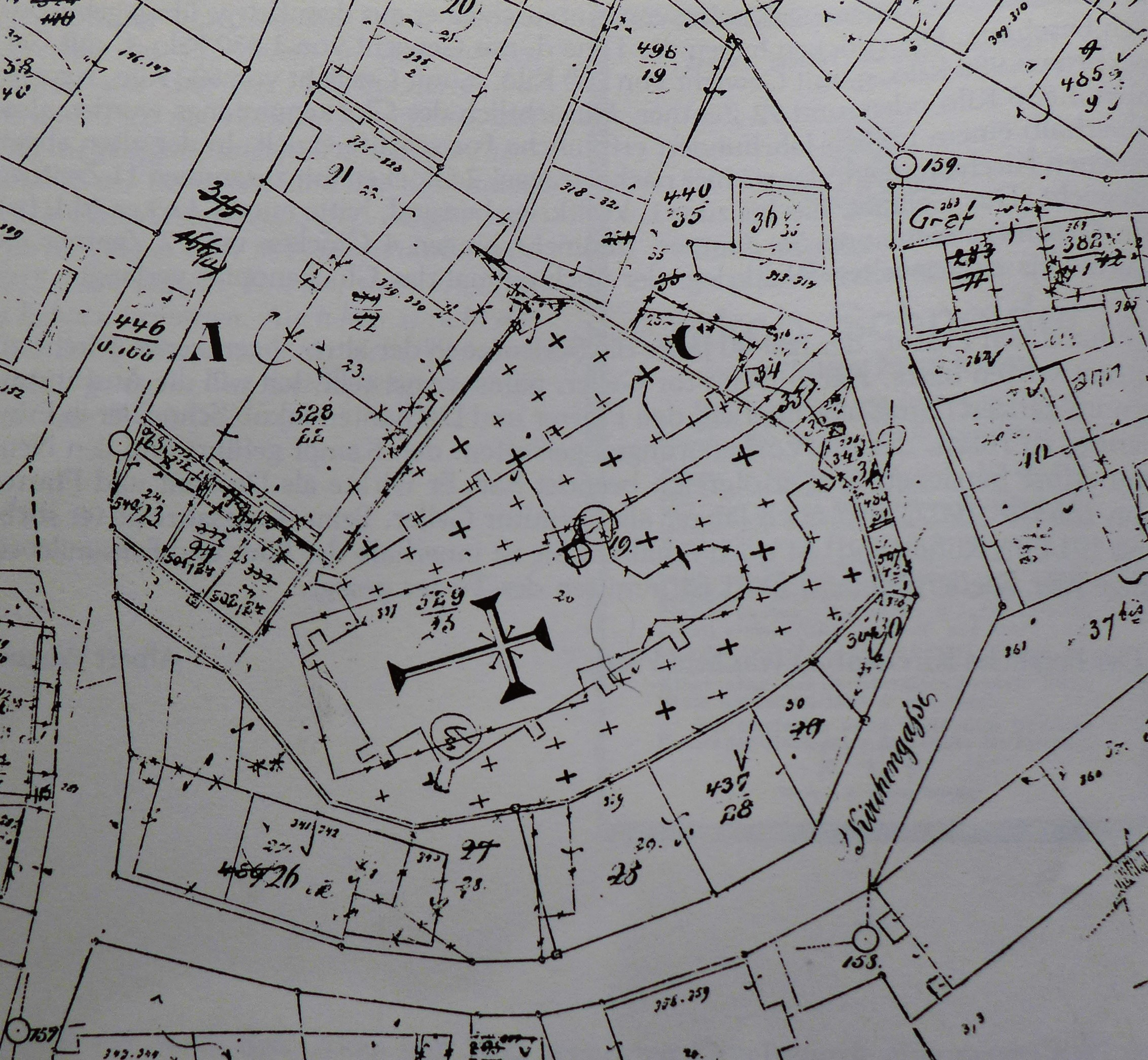
Heilige Dreifaltigkeit und St. Marien (Lebach), Auf der Grundlage des Lebacher Katasterplanes der Zeit um 1840 werden der Grundriss der alten Lebacher Kirche mit dem umgebenden Kirchhof (kleine Kreuzchen) und derjenige des neogotischen Neubaues übereinandergelegt. Die Ostungen der Sakralbauten divergieren leicht. Der alte Kirchturm befand sich in der Mitte des heutigen Kirchenschiffes

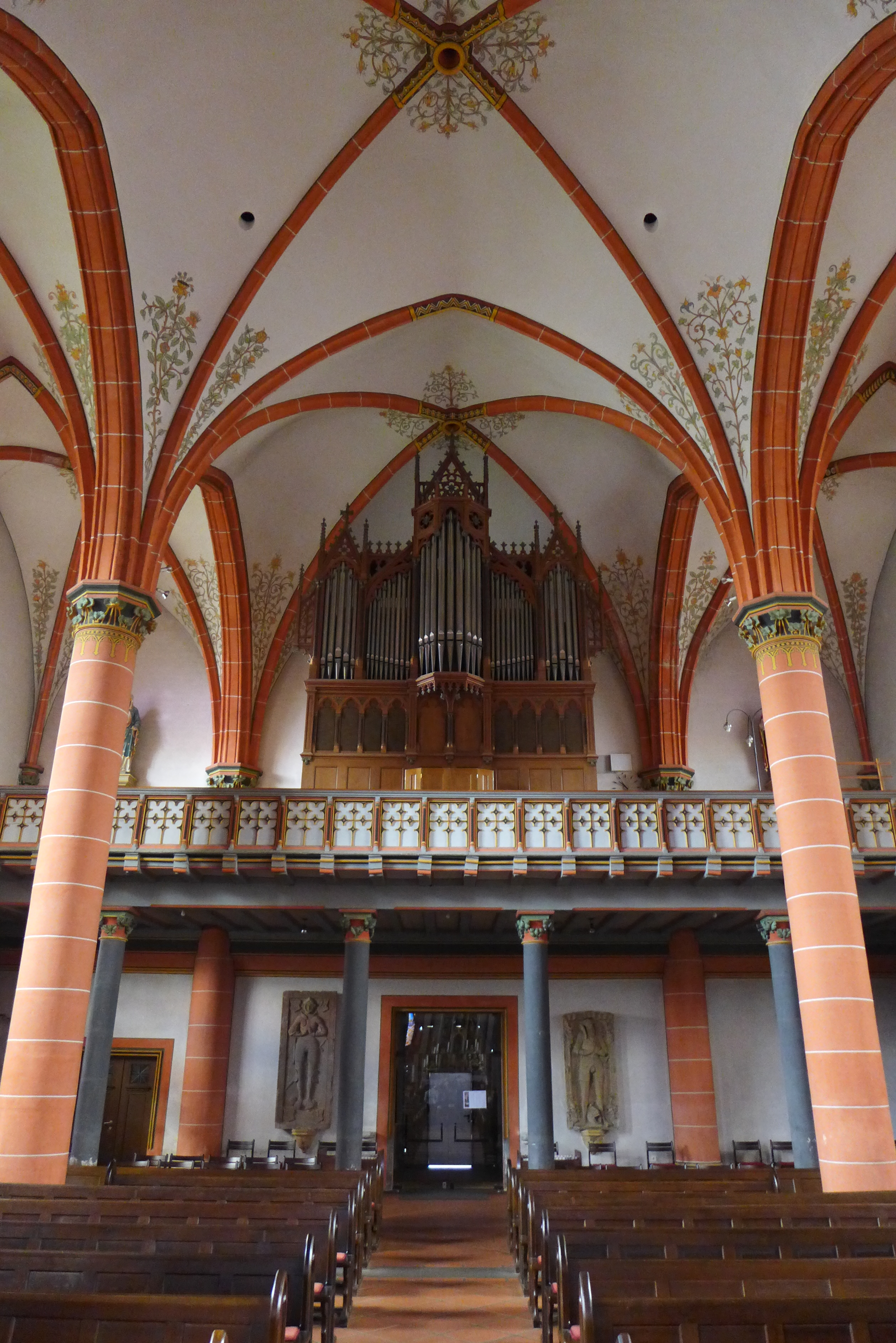
Heilige Dreifaltigkeit und St. Marien (Lebach), Orgelempore

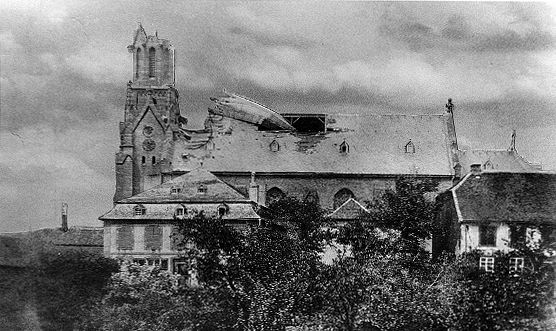
Der durch den Sturm vom 28. Juli 1895 heruntergerissene Turmhelm

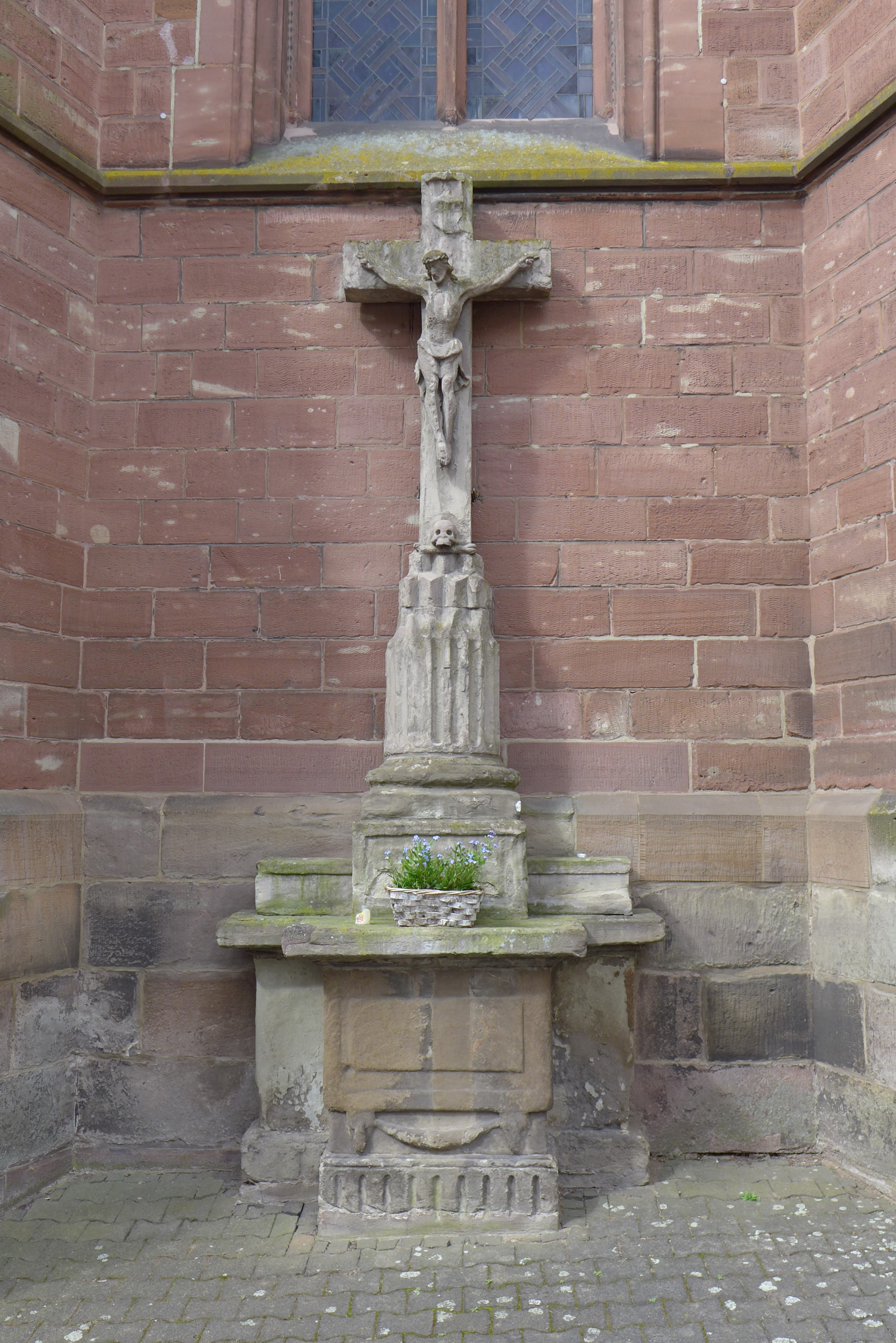
Kreuz an der Außenseite der Apsis, Das alte Friedhofskreuz wurde um 1820 errichtet und stand ursprünglich auf dem Lebacher Kirchhof, der bis zum Jahr 1880 um die Kirche herum angelegt war. Als der Friedhof verlegt wurde, stellte man das Kreuz an der Rückwand der Kirche auf. Es steht auf einer klassizistischen Mensa mit Feston im Sockel. Das Kruzifix mit Totenkopf und Knochen, den Gebeinen Adams, erhebt sich über einer mehrfach sich verjüngend-gebrochenen kannelierten runden Säule auf rechteckigem Unterbau. Das Kirchhofskreuz steht unter Denkmalschutz

Die erste urkundliche Erwähnung der Pfarrei Lebach stammt aus dem 10. Jahrhundert. Im Jahr 1537 kam die bis dahin selbständige Pfarrei Knorscheid als Filiale hinzu. Eidenborn gehört seit dem Jahr 1836 zu Lebach und Landsweiler wurde 1931 selbstständig.
Vom Mittelalter bis zum Ausgang des 18. Jahrhunderts stand die Pfarrei Lebach in engem historischem Zusammenhang mit dem reichsunmittelbaren Rittergeschlecht der Freiherrn von Hagen zur Motten, das aus der unmittelbaren Umgebung von Lebach stammte und hier auch residierte. Drei Grabplatten von Familienmitgliedern aus der frühen Neuzeit haben sich im Kircheninneren unter der Empore erhalten.
Bevor das Chorherrenstift Fraulautern in ein adeliges Frauenstift umgewandelt wurde, stellte es die Pfarrer der Pfarrei Lebach. Das Lebacher Dreifaltigkeitspatrozinium dürfte auf das von Fraulautern zurückzuführen sein. Die beiden ersten Kirchen der Pfarrei Lebach, die vermutlich im neunten und dreizehnten Jahrhundert entstanden, waren allein der Gottesmutter geweiht. Dieses Patrozinium wurde und wird am 8. September, dem Fest Mariä Geburt gefeiert. Anlässlich des marianischen Patroziniumfestes wird in Lebach bis heute im September der Mariä-Geburts-Markt abgehalten. Ab dem 12. Jahrhundert wurde die pastorale Betreuung der Pfarrei durch die Prämonstratenserabtei St. Marien zu Wadgassen übernommen.
Im Jahre 1630, während des Dreißigjährigen Krieges, wurde das Dorf Lebach geplündert und die Ausstattung der Kirche und des Pfarrhauses zerstört oder geraubt. Erst im Jahr 1657 konnte ein neuer Altar konsekriert werden. Es dauerte bis zum 18. Jahrhundert, bis die Kirche und das Pfarrhaus wiederhergestellt und eine neue Ausstattung angeschafft worden waren. Bei einem Einbruch in die Kirche im Jahr 1717 wurden kostbare Sakralgeräte gestohlen, sie konnten erst zwanzig Jahre später durch neue ersetzt werden. Als die Pfarrei weiter wuchs und gegen 1774 die alte Kirche zu klein wurde, entschied man sich für einen Neubau in Form einer Saalkirche. Die Pfarrei zählte damals 1000 Gläubige.
Im Gefolge der Wirren der Französischen Revolution und der Napoleonischen Kriege kam es zu Plünderungen und dem Einzug des Kirchenvermögens, sodass in Lebach kein Gottesdienst mehr möglich war.
Bei dem Vorgängerbau des heutigen neogotischen Sakralbaues, dessen Anfänge vermutlich im 10. Jahrhundert begonnen worden waren, hatte es sich um einen geosteten, vierachsigen, walmdachgedeckten Saal mit leicht eingezogenem Polygonchor gehandelt. Der barocke Saal, der in den Jahren 1774/1775 unter der Ägide der Äbtissin der Abtei Fraulautern, Sophia von Neuenstein, errichtet worden war, ersetzte ein gotisches Kirchenschiff des 14. Jahrhunderts. Die Raumhöhe des barocken Saales war deutlich höher als die des gotischen Chorbereiches. Architekt des Kirchenschiffes war Joseph Thomann aus Hottingen im Schwarzwald, der im Jahr 1775 in dem von ihm errichteten Sakralbau heiratete. Thomann ist ebenfalls der Baumeister des noch bestehenden Lebacher Pfarrhauses.
An der Nordostecke des Schiffes erhob sich ein aus Sandsteinquadern errichteter romanischer Kirchturm des 10. oder 11. Jahrhunderts auf rechteckigem Grundriss. Im Glockengeschoss öffnete er sich in Zwillingsbogenfenstern. Das verschieferte Kirchturmdach war als achteckiger Knickhelm gestaltet, wobei die oktogonale Spitze im Verhältnis zum Turm eine große Länge aufwies. Der Turm dürfte 10 m hoch gewesen sein. Der oktogonale Knickhelm wies vermutlich ebenfalls eine Höhe von 10 m auf. Der Glockenstuhl enthielt zwei Glocken aus dem Jahr 1743. Die kleinere Glocke wog fünf Zentner. Ihre Inschrift lautete: Laudo Deum celebro sanctos lugeo defunctos terrentes arceo nubes. Richart fecit 1743. (dt.: „Ich lobe Gott, ich rühme die Heiligen, ich betrauere die Toten, ich halte die schrecklichen Wolken fern. Richart hat mich im Jahr 1743 gemacht.“) Als Relief zeigte die Glocke eine Kreuzigungsszene und eine Darstellung der Gottesmutter Maria mit dem Jesuskind. Die größere Glocke wog acht Zentner. Ihre Inschrift lautete: Laudetur sancta trinitas et gloriosa virgo genetrica Dei Maria sine fine a superis et terrigenis. Richart fecit anno 1743. (dt.: „Die heilige Dreifaltigkeit und die ehrwürdige Jungfrau, die Gottesgebärerin Maria, soll ohne Ende von den Himmlischen und den Irdischen gelobt werden. Richart hat mich im Jahr 1743 gemacht.“). Als Relief zeigte die Glocke ebenfalls eine Kreuzigungsszene.
1829 baute man an die Apsis eine kleine Sakristei angebaut. Die Apsis, die vermutlich auf das 14. Jahrhundert zurückging, war mit einem Rippengewölbe überwölbt. Die Portalfassade wies eine mittig positionierte Pforte mit Sprenggiebel und einer darin enthaltenen Nische mit Marienfigur, der Kirchenpatroninin, auf. Das Dreifaltigkeitspatrozinium der Kirche griff man architektonisch mit drei Rundfenstern an der Fassade auf. Um die Kirche herum lag der Lebacher Kirchhof, wo die Toten des Ortes bestattet wurden.
Die hohen Fenster des Kirchensaales schlossen rundbogig. Im Westen des Innenraumes erhob sich eine hölzerne Empore, die die Orgel trug. Ein Relief im Inneren der Kirche zeigte das fünfspeichige Radwappen der Abtei Fraulautern. Der Hauptaltar, der Heiligsten Dreifaltigkeit geweiht, stand in der Apsis. Acht korinthische Säulen umstanden ein Altarbild, das die Jungfrau Maria als Himmelskönigin zeigte. Nebenaltäre mit je vier flankierenden Säulen aus den 1770er Jahren (im Süden Josefsaltar, im Norden Marienaltar) befanden sich am Übergang des Schiffes zum Chorbereich. Reste eines Sakramentshäuschens hatten sich im nördlichen Bereich der Apsis erhalten. Ein geschnitztes Chorgestühl stammte aus den 1770er Jahren. Eine geschnitzte Kanzel soll im 17. Jahrhundert gefertigt worden sein. Der in den neogotischen Neubau übernommene Taufstein datiert aus dem 13. Jahrhundert. Er stammt aus der im Jahr 1765 abgerissenen Trierer Kirche St. Gervasius und wurde damals dem Lebacher Pfarrer Raab zum Geschenk gemacht. Die heute unter der Empore des neogotischen Baues angebrachten Grabplatten befanden sich ursprünglich im Chorbereich des Vorgängerbaues. Der Innenraum war reich mit Gemälden und Statuen ausgeschmückt. Ein bergkristallbesetztes Silberreliquiar enthielt eine Kreuzreliquie.
Im Jahr 1825 wurde Christian Geller Pfarrer in Lebach, er wirkte hier 38 Jahre. Gellert organisierte im Jahr 1844 eine Pfarreiwallfahrt zur Ausstellung des Heiligen Rockes im Trierer Dom. Die Ausstellung der Reliquie war ein religiöses Großereignis des 19. Jahrhunderts und eine katholische Glaubensdemonstration ersten Ranges im protestantisch geprägten Königreich Preußen. Der Lebacher Wallfahrergruppe schlossen sich die Dörfer Limbach, Bettingen, Hüttersdorf, die Gemeinden des Nalbacher Tales (Nalbach, Piesbach, Bettstadt, Körprich, Bilsdorf, Diefflen), Saarwellingen, Hülzweiler, Schwalbach, Schwarzenholz und Reisweiler (heute Reisbach) an. Insgesamt umfasste die Wallfahrtsgruppe der genannten Dörfer über 6000 Menschen. Die Wallfahrt begann in Lebach am 23. August 1844 um halb zwei Uhr in der Frühe mit einem Gebet in der Kirche. Am 25. August erreichte man Trier und verehrte im Dom die Tunika Christi. Am 29. August machte sich eine zweite Lebacher Pilgergruppe von etwa 350 Menschen nach Trier auf. Die Lebacher Pfarrkirche wurde darüber hinaus zur Durchgangsstation für Pilger aus südlicheren Regionen. Insgesamt wurden während der Wallfahrt, die vom 18. August bis zum 6. Oktober 1844 andauerte, fünfhunderttausend Pilger an dem religiösen Exponat in Trier vorbeigeleitet.
Unter der Ägide von Pfarrer Christian Gellert wurden die Voraussetzungen dafür geschaffen, dass Dechant Jakob Schneider im Jahr 1881 das bisherige Kirchengebäude, einschließlich des vermutlich etwa tausend Jahre alten romanischen Turmes, abtragen und die jetzige neogotische Kirche erbauen ließ. Während der Altbau etwa 12 × 24 m Grundfläche maß, hatte der Neubau 20 × 32 m Grundfläche aufzuweisen. Maßgebliches Argument für den Totalabriss des alten Sakralgebäudes war, dass die Anzahl der Lebacher Pfarrangehörigen stark gewachsen war. Durch die zwischen preußischem Staat und katholischer Kirche hitzig geführten Auseinandersetzungen des sogenannten Kulturkampfes verzögerte sich der geplante Neubau in Lebach erheblich. Preußen blockierte über mehrere Jahre die Bezüge des Lebacher Pfarrers, sodass die Pfarrangehörigen durch freiwillige Spenden sechs Jahre lang Pfarrer und Kapläne selbst bezahlen mussten. Die Lebacher Zivilgemeinde erklärte im Jahr 1879 ihre Bereitschaft, einen Kirchenneubau finanziell zu unterstützen. Ein erster Kostenvoranschlag belief sich auf 72.000 Mark. Die Pfarrgemeinde hatte bereits 40.000 Mark selbst aufgebracht, während 30.000 Mark per Kredit aufgenommen wurden. Durch die Spendenfreudigkeit der Lebacher Einwohnerschaft konnte der Kredit bereits im Jahr 1886 getilgt werden. Ebenso wurden die Kosten der gesamten Innenausstattung der Kirche durch Spenden finanziert. Im Jahr 1881 war die alte Kirche niedergelegt und man benedizierte eine temporäre Notkirche. Ein bei einer Saarlouiser Musikalienhandlung geliehenes Harmonium begleitete den Gemeindegesang.
Während der Abrissarbeiten fand man unter den Bodenplatten der alten Kirche ein Behältnis mit französischen Goldmünzen, die vermutlich in einer Notzeit hier vergraben worden waren. Die Münzen wurden nicht weiter untersucht, sondern umgehend einem Trierer Goldschmied zum Einschmelzen gegeben, um den Erlös dem Kirchenneubau zugutekommen zu lassen. Insgesamt erbrachten die eingeschmolzenen Münzen 810 Mark, was zu dieser Zeit 270 Tageslöhnen eines einzelnen Arbeiters entsprach.
Am 1. Oktober 1883 wurde der Neubau durch den Trierer Weihbischof Johann Jakob Kraft konsekriert. Bereits im Jahr 1869 war Lebach mit den umliegenden Pfarreien aus dem Dekanat Saarlouis ausgegliedert und zu einem neuen Dekanat erhoben worden.
Am Sonntagabend 28. Juli 1895 wurde die verschieferte Turmhaube des neogotischen Neubaues während eines schweren Gewittersturmes mit faustdicken Hagelkörnern abgerissen und stürzte auf das Dach des Kirchenschiffes. Vermutlich kam es auch zu einem Blitzeinschlag. Auch im nahegelegenen Pachten wurde der neuerrichtete Turmhelm der Kirche St. Maximin ein Opfer des wohl schwersten Sturmes im Saarland und im angrenzenden Lothringen im 19. Jahrhundert. Durch mitgerissene Teile des Giebelkranzes des Turmoktogons stürzten Gewölbeteile der Lebacher Kirche ein, die Orgel wurde zertrümmert und der Innenraum war unbenutzbar. Der Saarlouiser Kreisbaumeister veranschlagte die Kosten für die Behebung der entstandenen Gebäudeschäden auf 12.000 bis 14.000 Mark, wobei die Kosten für die zerstörte Orgel nicht eingerechnet waren. Dank Spenden der Lebacher Pfarrangehörigen konnte der Wiederaufbau bald darauf begonnen werden.
Den Ersten und den Zweiten Weltkrieg überstand die Kirche nahezu unbeschadet. Während des Zweiten Weltkrieges kam es durch Artilleriebeschuss zu Schäden, bei denen vor allem das Dach beschädigt wurde.
Aufgrund von Schäden am Spitzhelm des Turmes trug man den gesamten oberen oktogonalen Teil des Turmes im Jahr 1967/1968 ab und ersetzte ihn durch eine purifizierte moderne Spitze, die sich abstrahierend an der architektonischen Kubatur des neogotischen Turmabschlusses orientiert. Durch die unterschiedlichen Materialien des Turmes wirkt die Gesamtkomposition stark disparat. Das Missverhältnis zwischen der Masse des Kirchenschiffes und der bleistiftartigen Schlankheit des Turmoktogons mit Spitze wurde durch die Neugestaltung stark betont. Darüber hinaus wurde bei der Umbauaktion eine größere Sakristei in ebenfalls eher modernen Formen zwischen Kirchenschiff und Chorbereich angebaut.
Hinsichtlich des neogotischen Innenraumes waren bereits im Jahr 1955 der neugotische Flügelaltar, die Kanzel, die holzgeschnitzte Kommunionbank sowie zahlreiche Heiligenfiguren dem purifizierenden Reformeifer der Zeit zum Opfer gefallen. Ebenso wurde die reiche Innenraumausmalung zerstört. Dies fiel in die Amtszeiten der Pfarrer Alois Kneip und Karl Ludwig Quirin. In den Jahren 1980 bis 1982 wurde unter der Leitung des Trierer Architekten Günther Kleinjohann unter der Ägide von Pfarrer Tilman Haag (1930–1990, Amtszeit 1972–1989) eine rehistorisierende Restaurierungsmaßnahme durchgeführt. Dabei baute man eine neue Heizung ein, sanierte das feuchte Mauerwerk und erneuerte den Fußboden. Der Innenraum wurde sparsam rehistorisierend ausgemalt.
Die bei der Purifizierung der 1950er Jahre zerstörten Figuren und Schnitzwerke konnten bei der großen Restaurierung in den 1980er Jahren nur teilweise wiederhergestellt werden.
Ein neogotischer Steinaltar wurde in die Neugestaltung des Chores einbezogen, sodass der Innenraum am 1. Oktober 1983 – 100 Jahre nach der Konsekration – wieder vollständig genutzt werden konnte. Am 22. Oktober 1987 wurde eine neue Orgel geweiht.

## Architektur
Die neogotische Kirche wurde in den Jahren 1881 bis 1883 nach den Entwürfen des Architekten Carl Friedrich Müller in dunkelrotem Buntsandstein errichtet.
Ausmaße
- Gesamtinnenbreite: 17,80 m
- Länge der Turmhalle: 4,60 m
- Emporentiefe von der Innenwand bis zu den Pfeilern: 5,00 m
- Länge der Seitenschiffe: 30,00 m
- Chorbereich mit Apsis: 16,75 m
- Gesamtinnenlänge der Kirche: 46,75 m
- Breite der Seitenschiffe: 4,00 m
- Breite des Mittelschiffes zwischen den Pfeilern: 8,25 m
- Breite des Apsisbogens: 8,00 m
- Arkadeninterkolumnium: 6,70 m
- maximale Deckenhöhe der Emporenhalle: 4,50 m
- maximale Gewölbehöhe der Seitenschiffe: 12,40 m
- maximale Gewölbehöhe des Mittelschiffes: 13,80 m

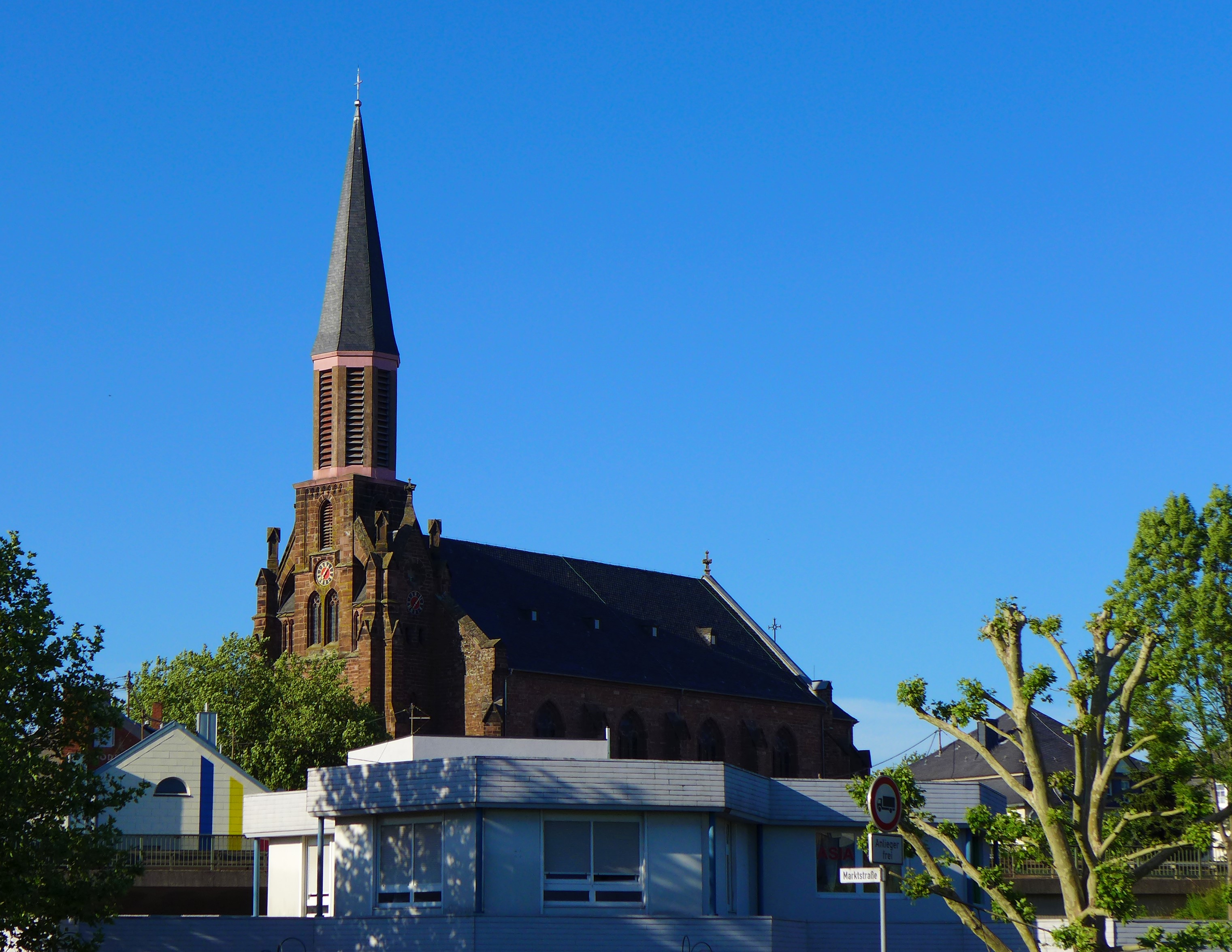
Heilige Dreifaltigkeit und St. Marien (Lebach), Ansicht vom jenseitigen Theelufer aus

### Äußeres
Der Sakralbau ist eine dreischiffige, vierjochige Stufenhalle ohne Querschiff. An das Langhaus schließt sich ein eingezogener Chorbereich an, der aus einem Chorjoch und einem dreiseitigen Polygonschluss besteht. Der mittig vor dem Kirchenschiff positionierte Turm erhebt sich über querrechteckigem Grundriss. Im Freigeschoss geht das Rechteck in ein Quadrat über. Über dem Hauptportal öffnet sich ein vierbahniges Maßwerkfenster, das, verbunden durch die gemeinsame starke Profilierung, mit diesem eine Einheit bildet. Über dem großen Maßwerkfenster ist ein kleines Rundfenster positioniert. Der obere Bereich der Turmfront ist durch Maßwerk geschmückt. Mehrfache Abtreppung der Strebepfeiler, Giebelfelder und Strebebögen tragen bereichernd zum gotischen Eindruck der Turmfront bei. In der Übergangsebene vom Querrechteck zum Quadrat flankiert Blendmaßwerk ein Zwillingsfenster, dessen Spitzbögen die Turmuhr einrahmen. Darüber beginnt der quadratische Teil der Glockenstube, die seitlich von Strebebögen gestützt wird. Darüber geht der Turm ins Oktogon über. Die Oktogonseiten schlossen ursprünglich wie ein Kronreif mit kleinen Giebeln ab und leiteten zum spitzen, verschieferten Turmhelm über. Der oktogonale Turmteil der Lebacher Kirche zitiert die Turmoberteile der Nürnberger St. Lorenzkirche. Als weiteres Vorbild der Turmfront ist auch die neogotische Fassade der Berlin-Cöllner Petrikirche denkbar, die im Jahr 1853 in Anwesenheit von Friedrich Wilhelm IV. eingeweiht worden war. Allerdings ist hier das Turmoktogon wesentlich gestreckter ausgeführt. Ihrerseits sind die Freigeschosse des Petrikirchturmes eine Backsteingotik-Abstraktion der Kubatur des Turmes des Brüsseler Rathauses. Seit dem Umbau der Jahre 1966 bis 1968 durch den Saarwellinger Architekten Toni Laub gleicht die obere Turmpartie der Lebacher Kirche einem stark überspitzten Bleistift. Die Schallfenster der oktogonalen Glockenstube, vormals Spitzbögen, schließen nun gerade ab. Beim Umbau des Turmes im Jahr 1967 wurde der Turm auch der vier filigranen Eckfialen beraubt, was der Turmarchitektur nun einen mageren Eindruck verleiht. Die Außenwände des Schiffes und des Chores werden durch Strebepfeiler und Maßwerkfenster gegliedert. Die Kubatur von Langhaus und eingezogenem Chor mit unterschiedlichen Firsthöhen erinnert an die Landshuter Martinskirche. Wie beim möglichen Vorbild verbinden sich in Lebach hinsichtlich der vertikalisierten Architektur Elemente von Hoch- und Spätgotik miteinander.
Architekt Carl Friedrich Müller gestaltete die Lebacher Kirche ähnlich wie sein sakralbauliches Erstlingswerk, die in den Jahren 1860 bis 1863 errichtete Beckinger Kirche St. Johannes und Paulus, bei deren Entwurf er auf frühere Pläne des Bauführers am Saareisenbahnbau, R. Vogdt, zurückgriff. Die querrechteckige architektonische Gestaltung der Turmfront der Beckinger und Lebacher Kirche könnte von der um 1400 errichteten, sehr breit gelagerten Turmfront der gotischen Wendalinusbasilika in St. Wendel inspiriert sein. Hier muss sich der Betrachter allerdings die Turmspitzen der Flankentürme und die barocke Mittelhaube wegdenken. Anstatt der barocken St. Wendeler Haube erhebt sich in Beckingen und Lebach ein oktogonaler Aufbau mit spitzem Helm nach dem Vorbild der Nürnberger Lorenzkirche.

Architektonische Vergleiche mit Kirchen in Beckingen, St. Wendel, Berlin-Cölln und Nürnberg
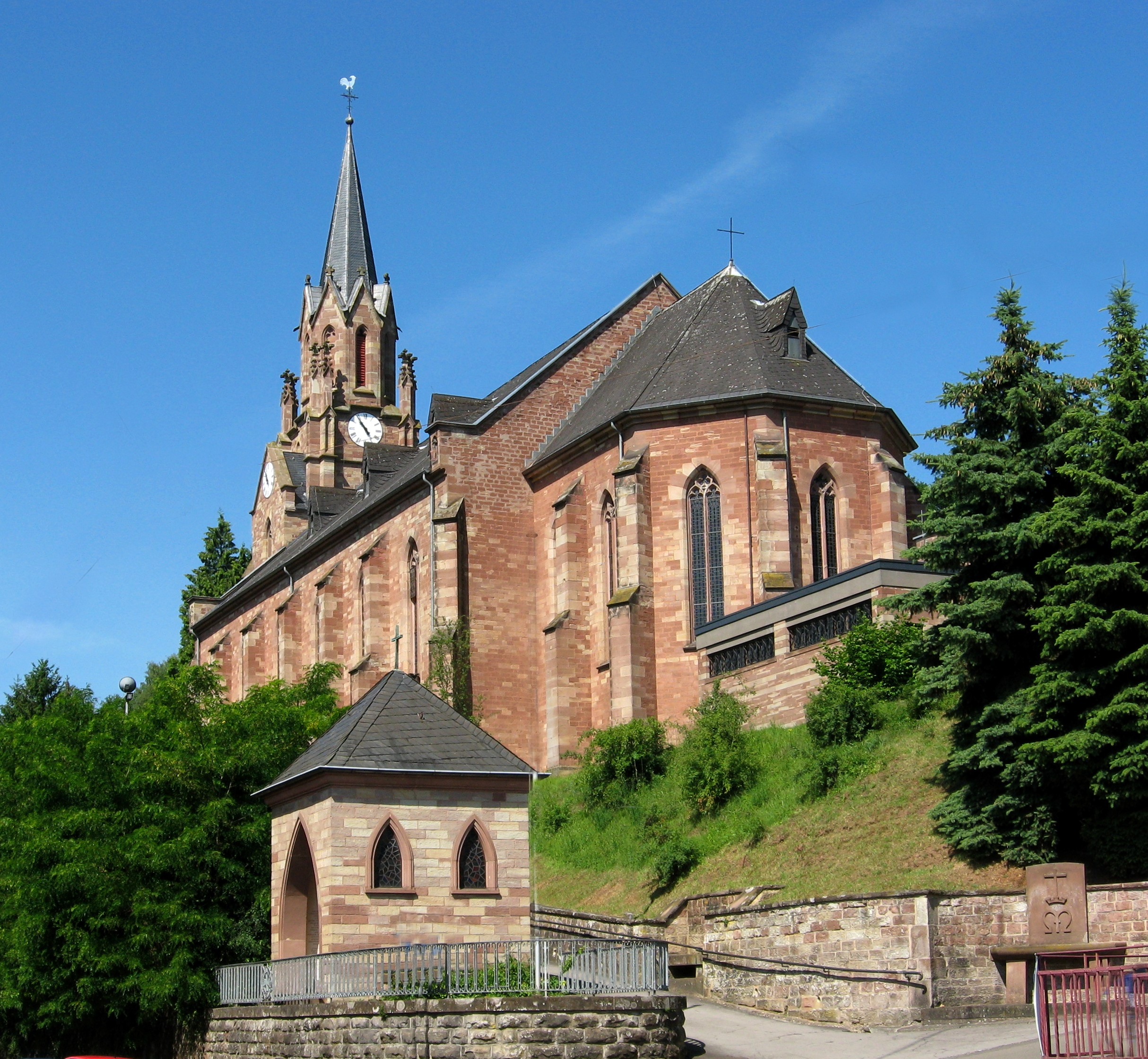
Die katholische Pfarrkirche St. Johannes und Paulus in Beckingen
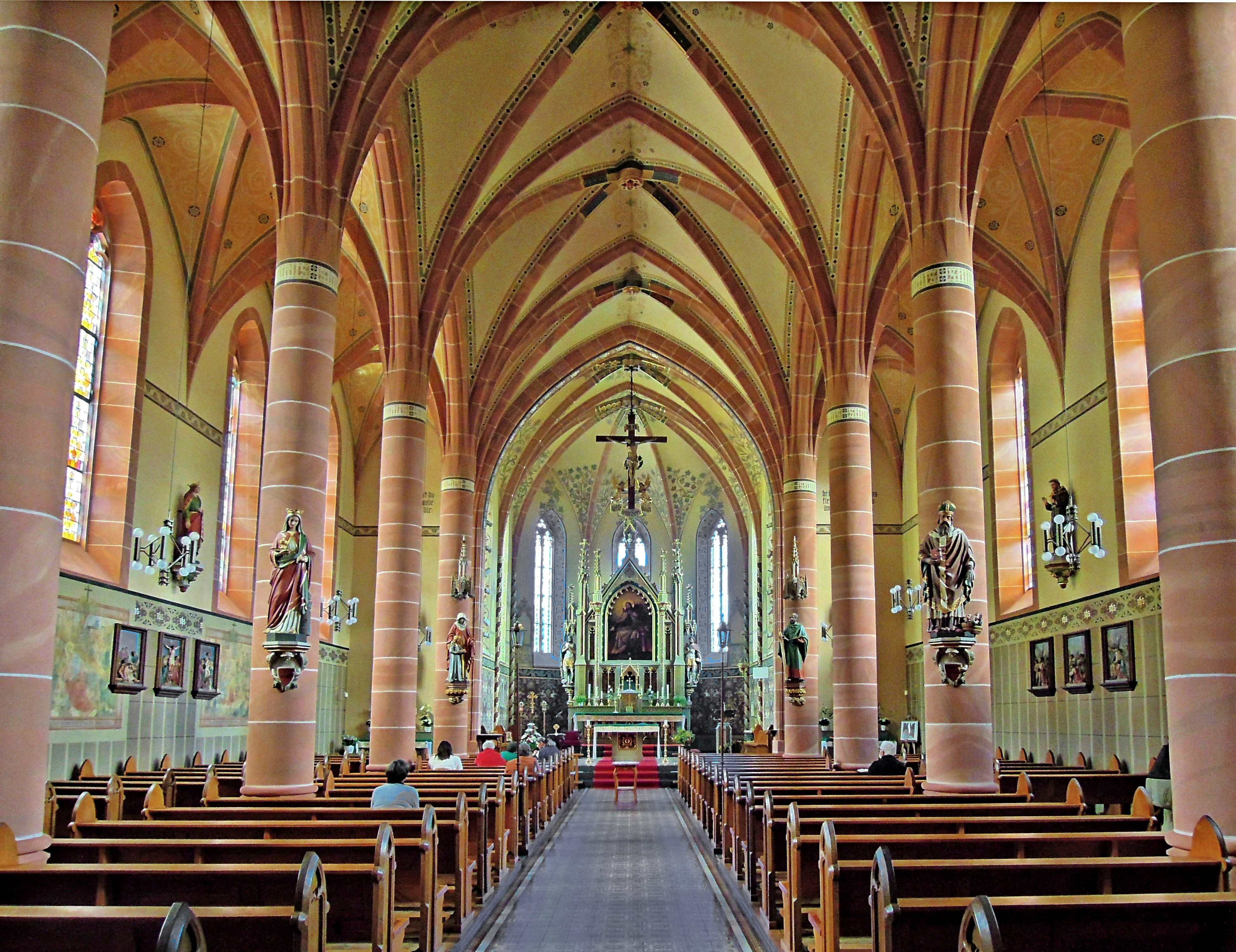
Blick ins Innere der Beckinger Kirche
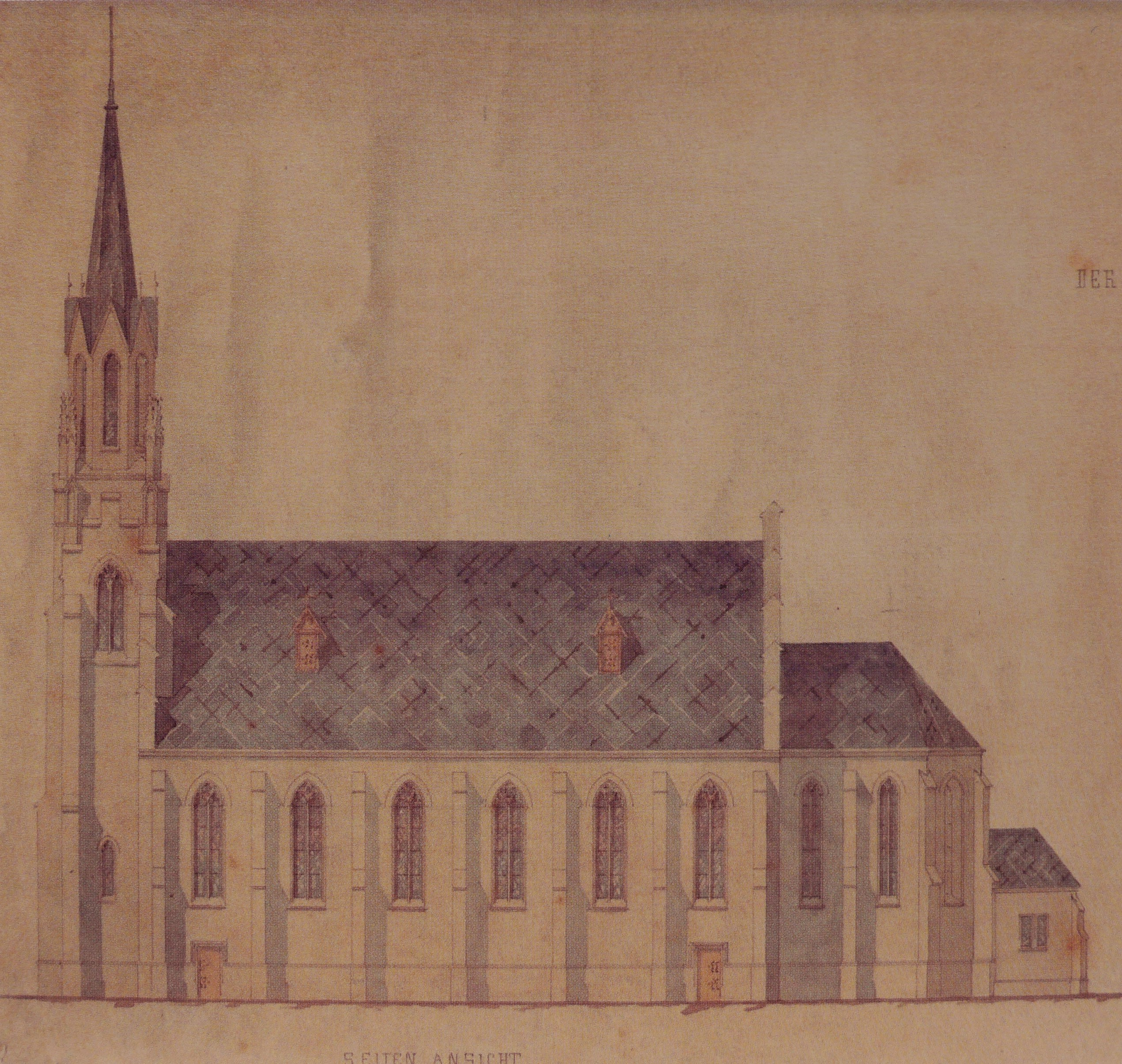
R. Vogdt: Erster Bauplan der Seitenansicht der Kirche St. Johannes und Paulus (Beckingen) aus dem Jahr 1859
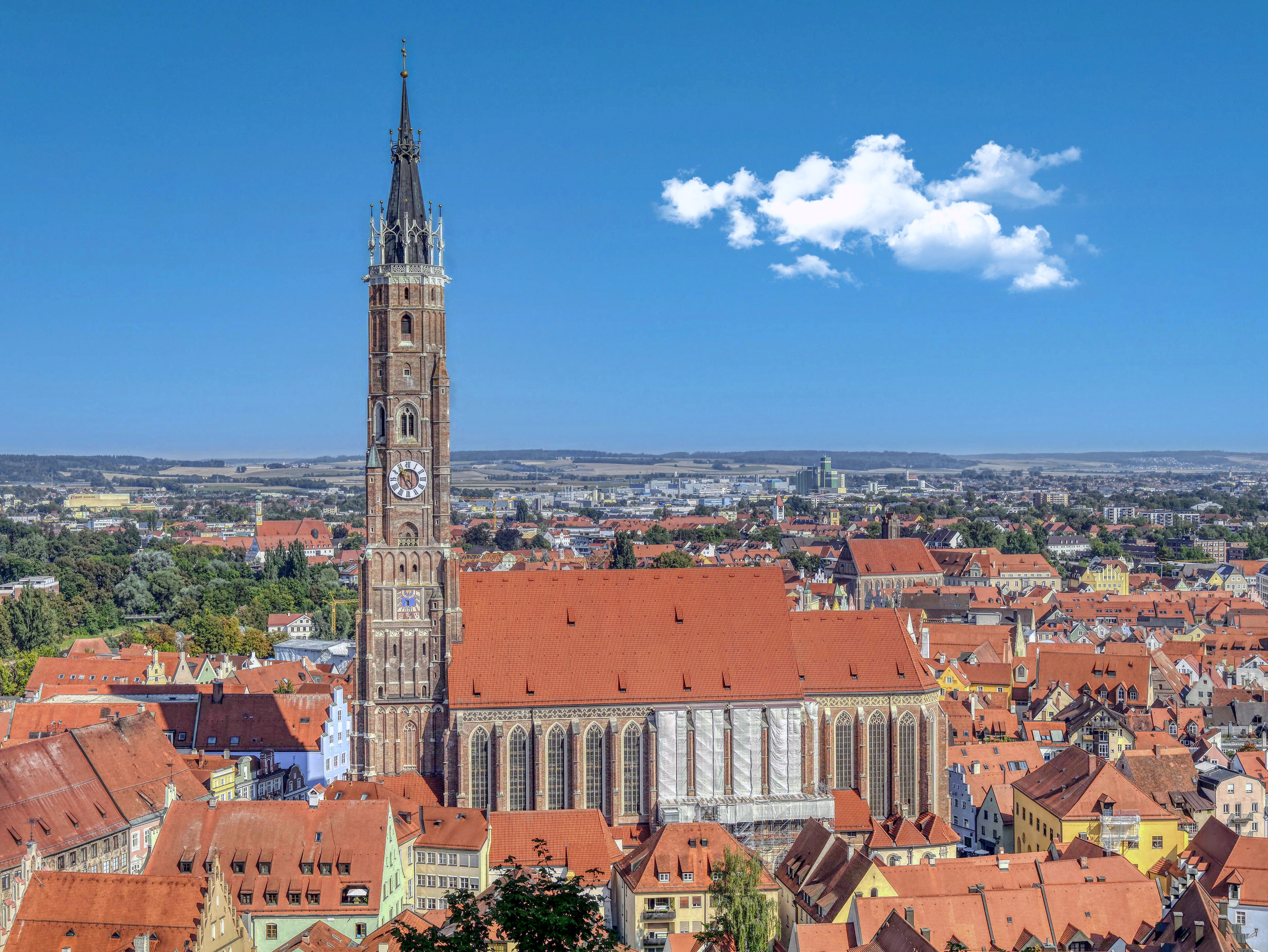
Landshuter Martinskirche
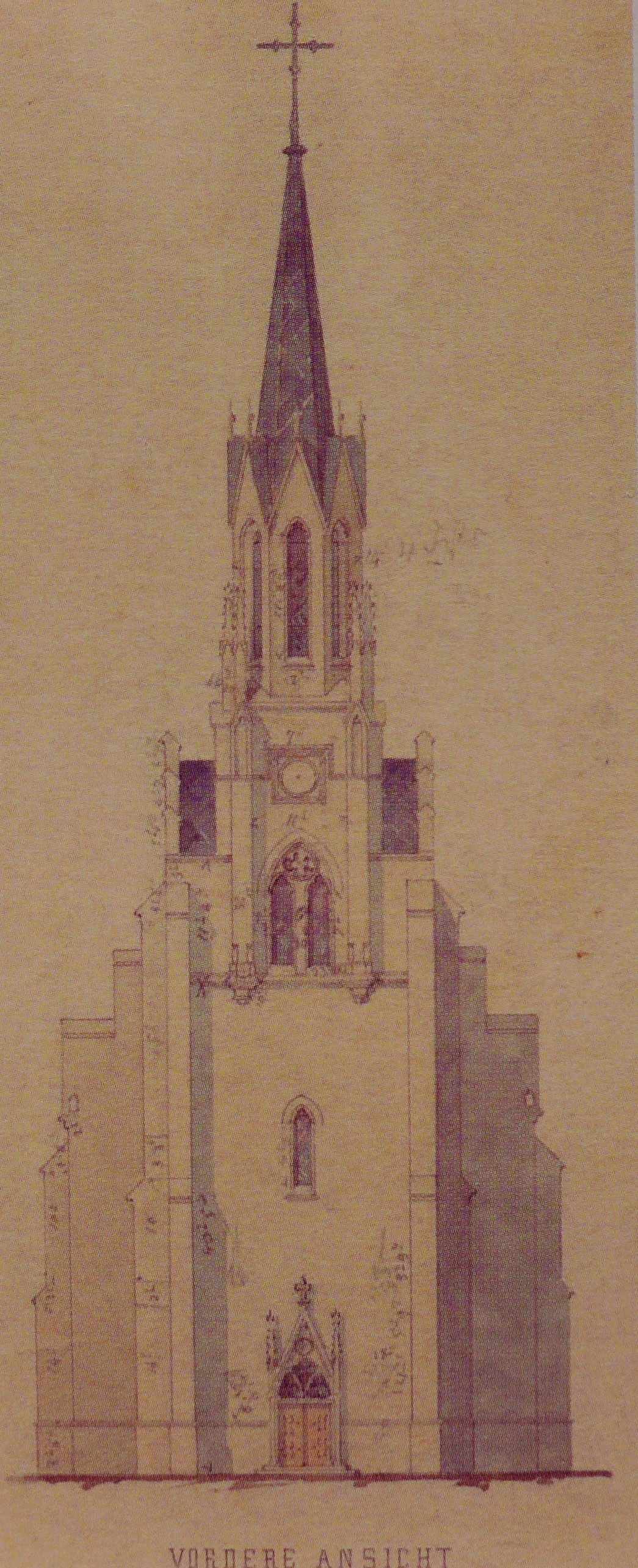
R. Vogdt: Erster Bauplan zur Turmfront der Kirche St. Johannes und Paulus (Beckingen) aus dem Jahr 1859
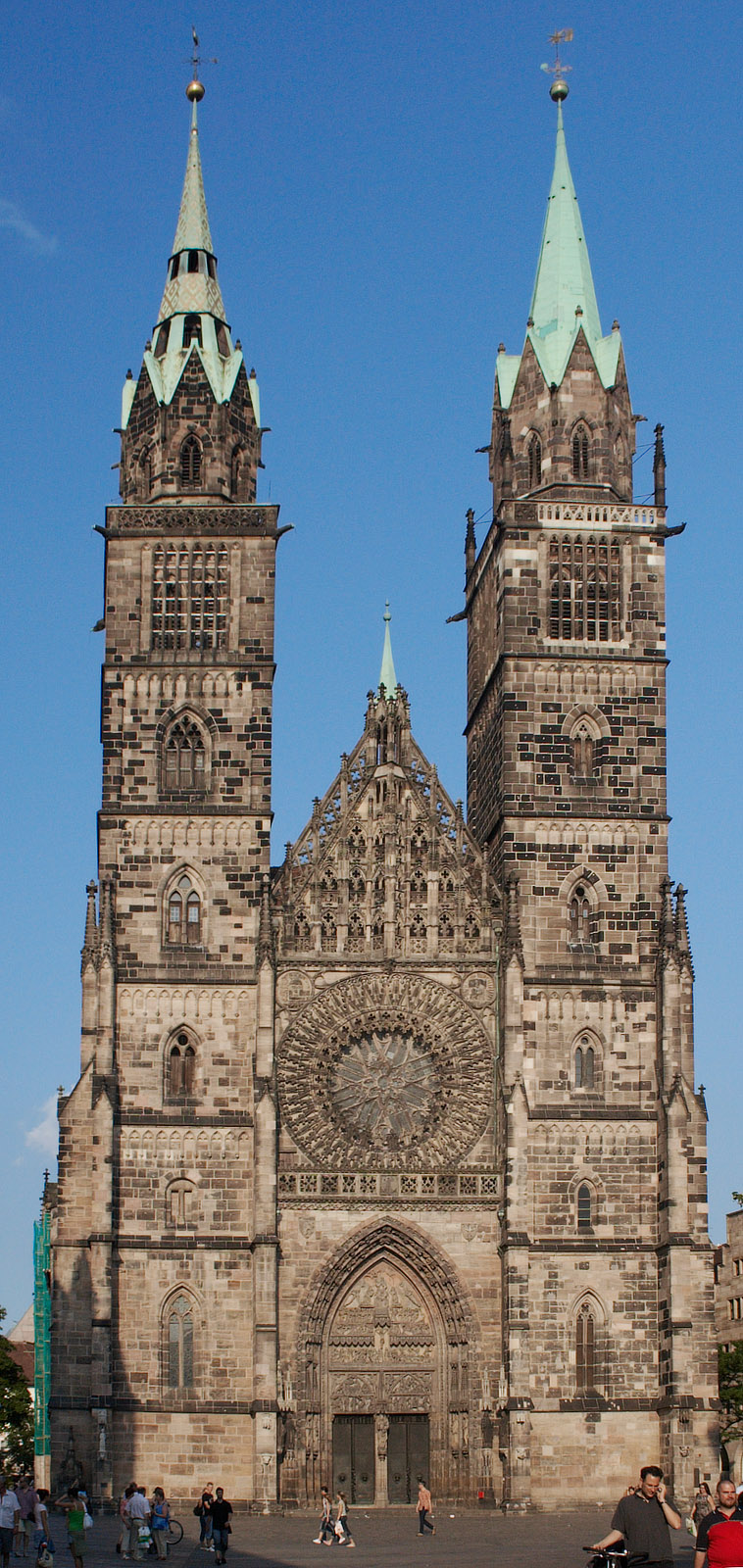
Nürnberg, St. Lorenzkirche, Turmportal
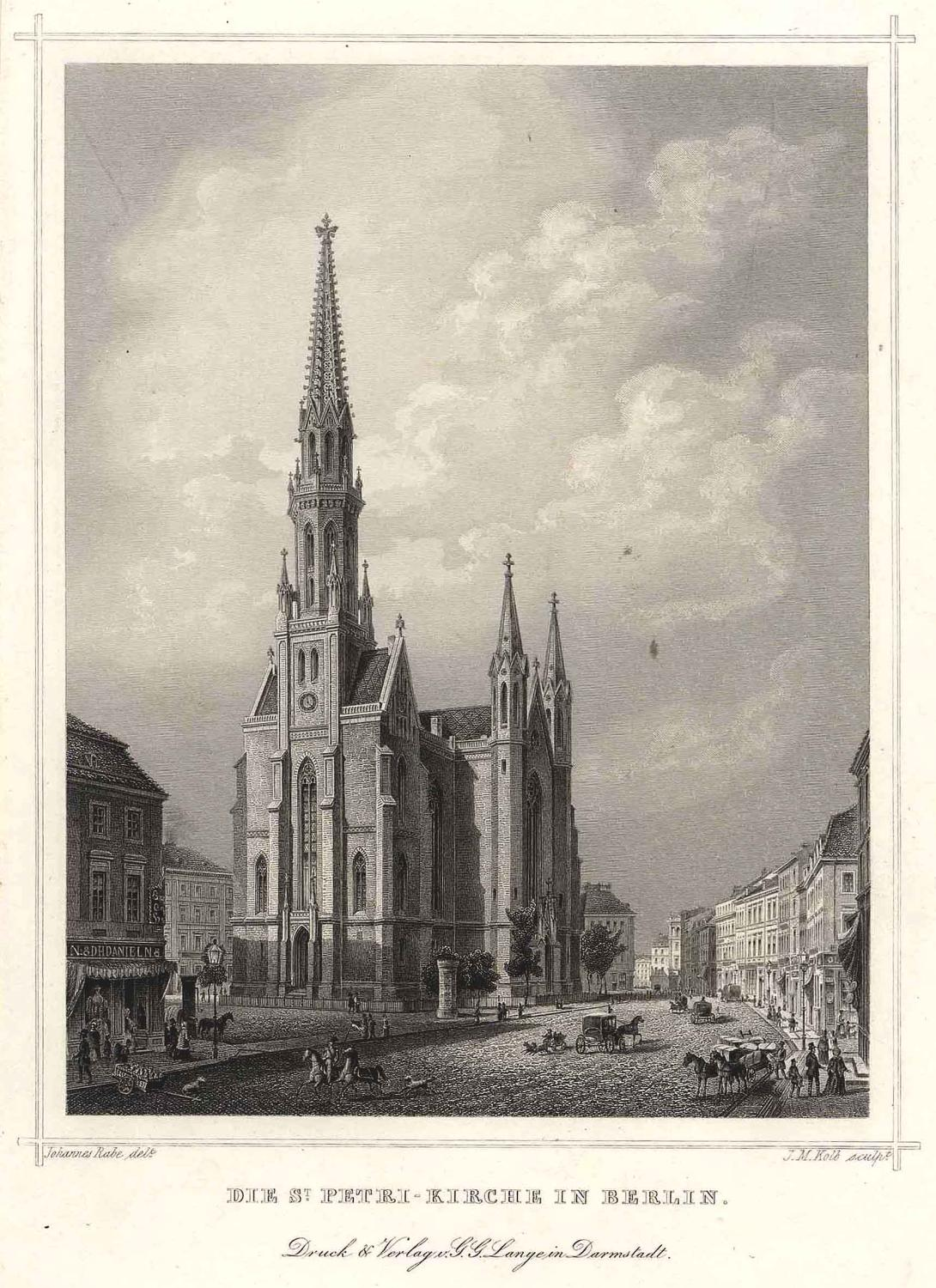
St. Petri-Kirche in Berlin
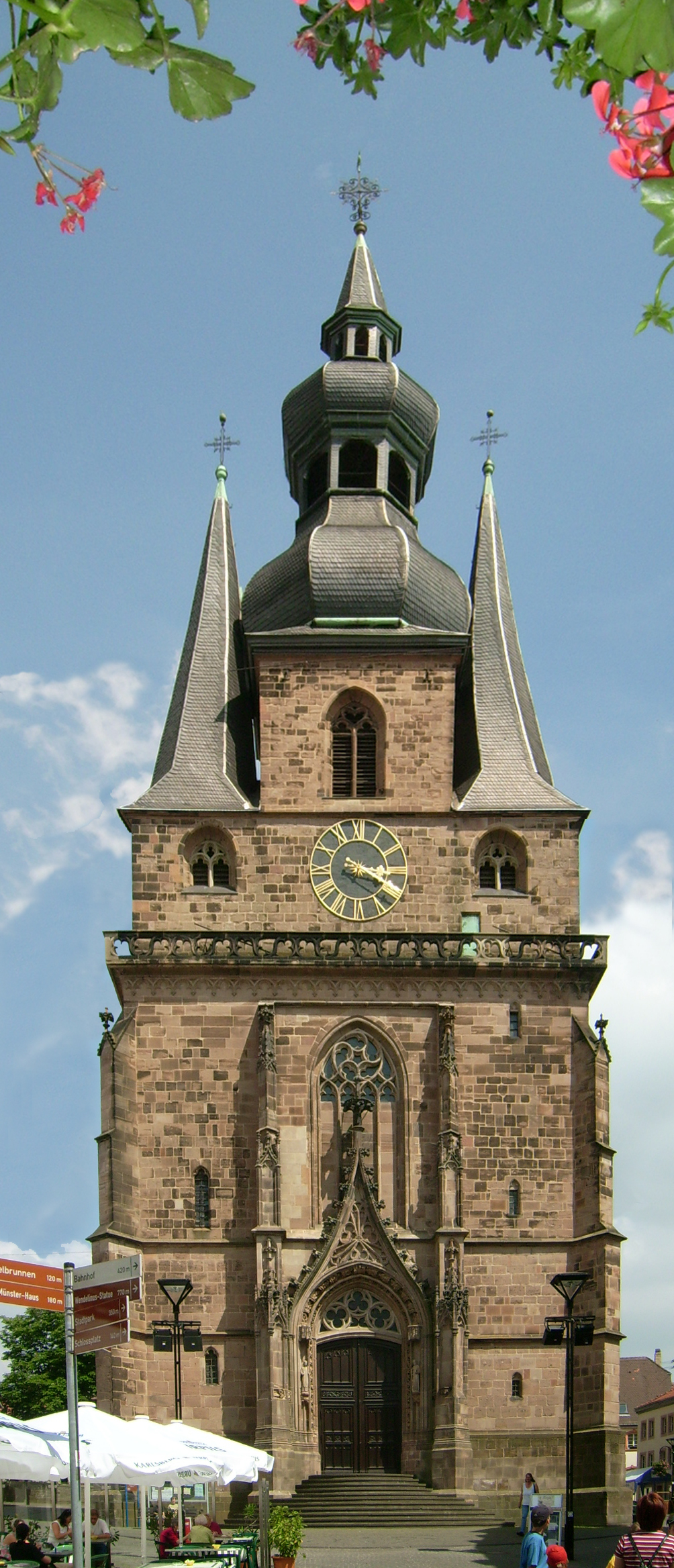
Turmfront der Wendalinusbasilika
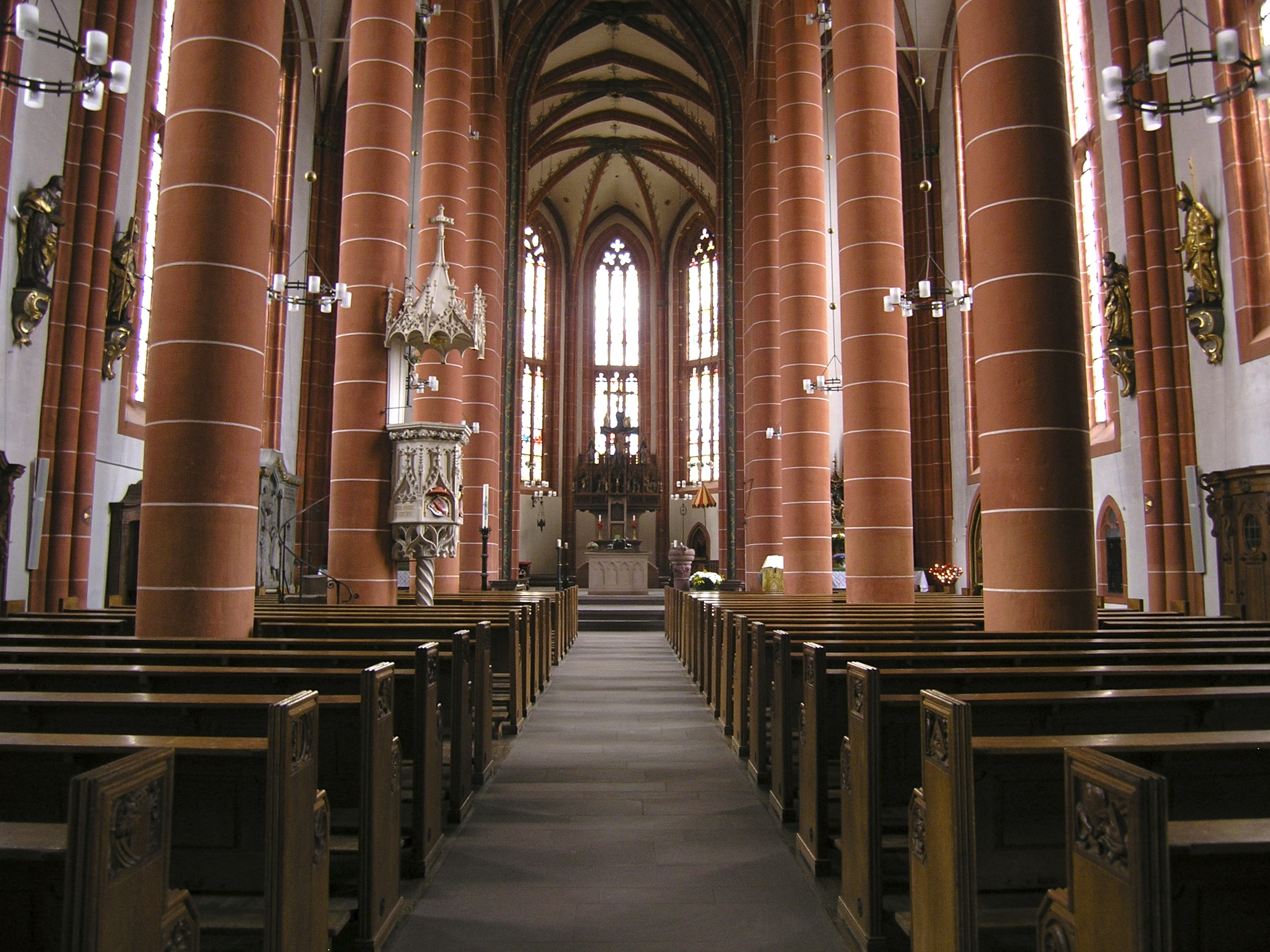
Innenraum der Wendalinusbasilika

### Inneres

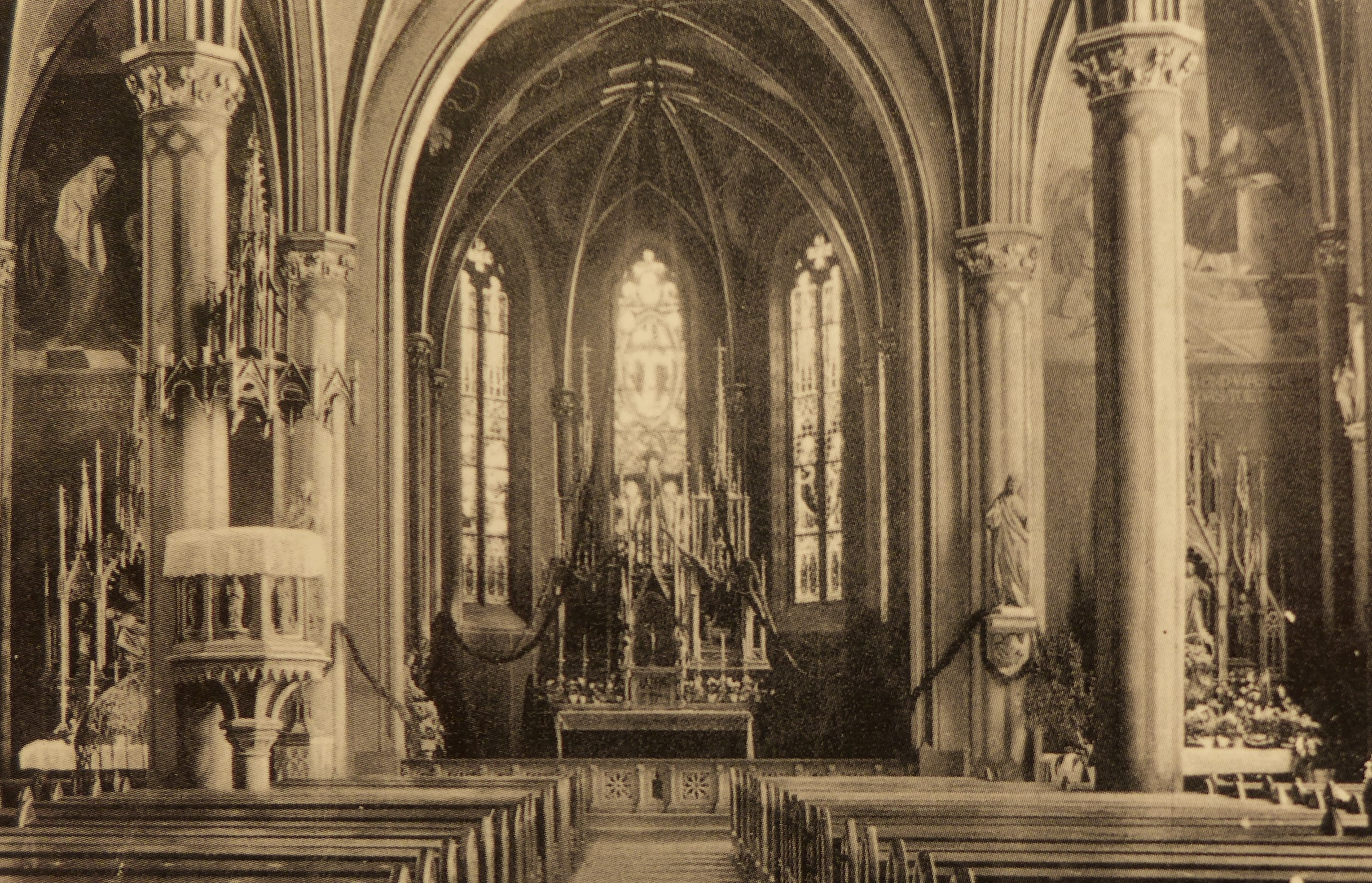
Kircheninneres um 1900

Im Kircheninneren öffnen sich weitgespannte spitzbogige Arkaden auf schlanken Rundpfeilern zu den Seitenschiffen. Die blatt- und knospengeschmückten Kämpfer mit oktogonalen Deckplatten tragen die Gurt- und Scheidebögen sowie die Rippen der Kreuzrippengewölbe. Dünne Runddienste nehmen an den Kirchenwänden die Rippen der Gewölbe der Seitenschiffe auf. Den längsrechteckigen Seitenschiffjochen entsprechen im Mittelschiff annähernd quadratische Joche. Der Chorbereich wird nur durch einen schmalen Triumphbogen zum Langhaus abgesetzt und öffnet sich dadurch nahezu in voller Breite zum Mittelschiff.

## Ausstattung
Die ursprünglichen Chorfenster hatte das renommierte Münchener „Institut für kirchliche Glasmalerei“ unter der Leitung von Franz Xaver Zettler, der mit der Mayer’schen Hofkunstanstalt in enger Verbindung stand, zum Preis von 6400 Mark gefertigt. Die übrigen Fenster hatte die Trierer Werkstätte Binsfeld zum Preis von 3400 Mark geschaffen. Die in den 1950er Jahren vernichtete Kirchenausmalung der Jahre 1891/1892 oblag Heinrich Klein.
Die aktuellen Kirchenfenster fertigte im Jahr 1951 Heinrich Göttker aus Ensdorf (Saar). Das Achsfenster der Apsis stellt einen Gnadenstuhl dar. Das linke Apsisfenster zeigt die Verkündigung des Herrn durch den Erzengel Gabriel an Maria, das rechte Apsisfenster die Krönung Mariens durch Jesus Christus.
Die Holzskulpturen der Jungfrau Maria, des heiligen Josef flankiert von zwei Engeln, der hl. Anna sowie der hl. Elisabeth schuf im Jahr 1956 der Bildhauer Ernst Brauner aus Lebach-Landsweiler.
Die Marienstatue stellt die Jungfrau mit Schleier und bodenlangem Mantel dar, der sich nur leicht im Bereich der Brust öffnet. Ein Stirnreif umgibt ihren Kopf. Die Haltung ihrer beiden Hände gleicht einer antiken Gebetshaltung. Zwischen ihren Händen erscheinen auf ihrer Brust in einer Strahlengloriole drei ineinander verschlungene Ringe, in denen jeweils eine Segenshand, eine Taube und ein Kreuz als Symbol der Heiligen Dreifaltigkeit enthalten sind. Die Darstellung spielt auf die Anrufung Mariens in der Lauretanischen Litanei an, in der die Gottesmutter als „ehrwürdiges, geistliches Gefäß der Hingabe“ bezeichnet wird. Demütig blickt Maria auf die Erscheinung herab.
Die Josefsstatue hält in der linken Hand eine Säge als Hinweis auf den Zimmermannsberuf des Nährvaters Jesu. Mit seiner Rechten scheint der mit langem Gewand und Arbeitsschürze bekleidete Heilige, den Betrachter zu segnen. Während der (vom Betrachter aus gesehen) rechte Engel eine Lilie als Symbol der ehelichen Keuschheit Josefs trägt, hält der linke Engel ein Modell des Petersdomes in Rom, als Symbol der Kirche. Beide Engel werden als schwebend dargestellt und neigen sich in verehrender Körperhaltung dem Heiligen zu. Der heilige Josef wird dem Betrachter hier als Patron der Kirche und als Vorbild der Keuschheit vorgestellt.
Der Osterleuchter, eine schmiedeeiserne Arbeit mit Ostersymbolen aus Messing, stammt aus dem Jahr 1957 und wurde von der Saarbrücker Kunstwerkstatt Kopp hergestellt. Auch 1957 fertigte die Saarbrücker Firma Papst & Sohn einen neuen Tabernakel, der seit den rehistorisierenden Erneuerungsarbeiten des Kircheninneren der 1980er Jahre nicht mehr aufgestellt ist. Die Kreuzwegstationen aus Terrakotta (Reliefs) formte im Jahr 1958 der Lebacher Künstler Herbert Sträßer. Der Zelebrationsaltar und der Ambo wurden von Günther Kleinjohann (Trier) entworfen und durch den Lebacher Bildhauer Alban Jacob ausgeführt. Der neogotische Hochaltar aus Stein wurde von Pfarrer Tilmann Haag Anfang der 1980er Jahre bei der Kirchengemeinde in Plaidt in der Eifel als Ersatz für den in den 1950er Jahren zerstörten Lebacher Hochaltar beschafft. In den Nischen stehen (v. l. n. r.) die Statuen des heiligen Sebastian, Jesu Christi sowie des heiligen Willibrord. Eine Neuausmalung des Kirchenschiffs erfolgte in den Jahren 1980 bis 1982. Dabei konnte man Teile der ursprünglichen Bemalung des 19. Jahrhunderts rekonstruieren.

## Grabdenkmäler
In der Kirche befinden sich frühneuzeitliche Grabdenkmäler des Lebacher Adelsgeschlechtes Hagen zur Motten, die man aus dem Vorgängerbau in die neogotische Kirche übertragen hat.
Die Umschrift der Grabplatte von Nikolaus VI. lautet:

[A]NNO DOMINI 1547 IST GESTARBEN DER EDEL VND ERENVEST JUNCKER NIC[OLA]SCH [VON HAGE]N HER ZUR MOTTEN DER SELLEN GOT [GE]NADT
Die Inschrift der Grabplatte von Johann VI. von Hagen lautet:

IM JAR 1569 AVFF SANT GALLEN DAGH IST IN GOTT VERSTORBEN DER EDELL VND ERNVEST JOHANN VON HAGEN HER ZU BVSCHFELD VND ZVR MOTTEN SEINES ALTERS 46 JAR DER SELEN GOTT GNADT
Die Inschrift der Grabplatte von Anna Maria Charlotte von Hagen, der Ehefrau des Johann Wilhelm Ludwig von Hagen, lautet:

HIER LIEGET BEGRABEN DIE HOCHWOHLGEBOHRNE FREYFRAV ANNA MARIA VON HAGEN ZU MOTTEN GEBOHRNE FREYIN VON ELZROTENDORFF DES IN DER LIEBER FRAUWENKIRCH ZU TRIER SEELIG RUHENDEN JOANNIS WILHELMI LUDOVICI AB HAGEN ZEIT LEBENS GEWESENE EHEGEMAHLIN WELCHE NACH ZEHEN IN EINER JE LÄNGER DESTO LIEBER BETRAGENER EHE GLÜCKLICH GEZIEGTEN KINDEREN IN IHREM 70JÄHRIGEM ALTER GESTORBEN IM JAHR 1753 DEN 15 TAG MAY

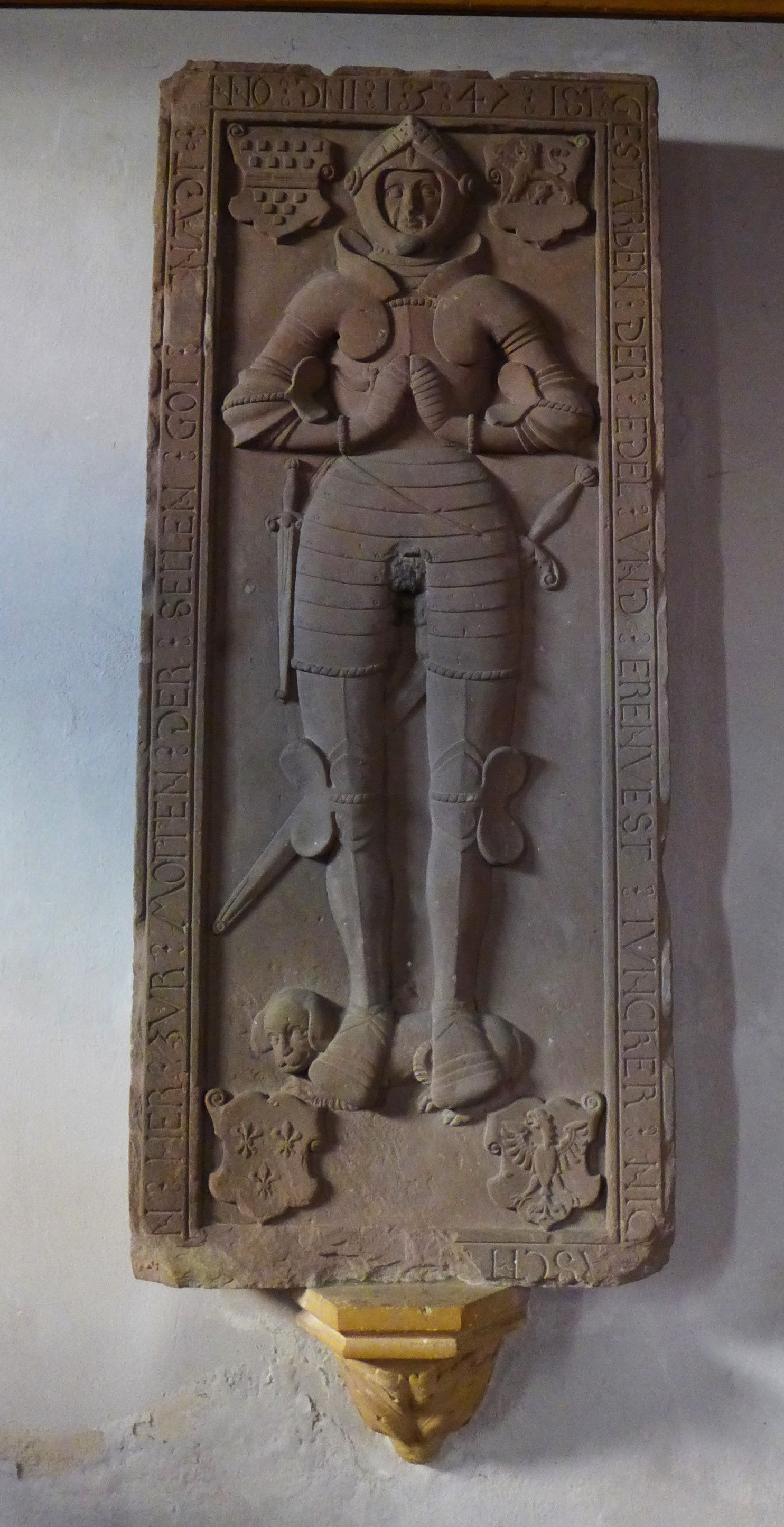
Grabplatte des Nikolaus VI. von Hagen, Herr zur Motten und Büschfeld, (1503–1547), verheiratet 1508 mit Rosa Mohr von Sötern zu Eberswald, verheiratet 1524 mit Odilia von Kerpen zu Sommerau; Ahnenwappen an den Plattenecken
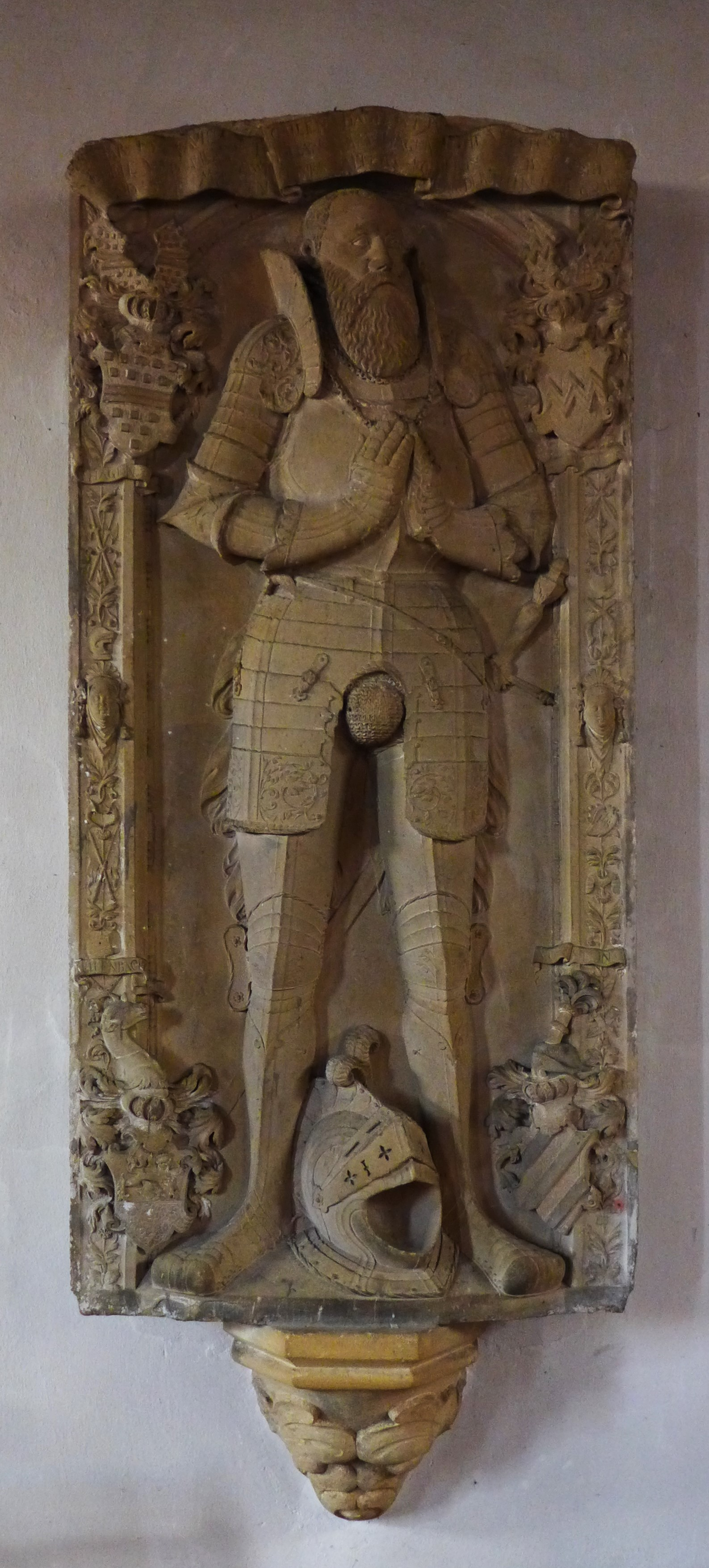
Grabplatte des Johann VI. von Hagen, Herr zur Motten und Büschfeld, Zweibrücker Rat, (1525–1569), verheiratet 1546 mit Beatrix Zandt von Merl, verheiratet 1558 mit Agnes Schenk von Schmidtburg; Ahnenwappen an den Plattenecken
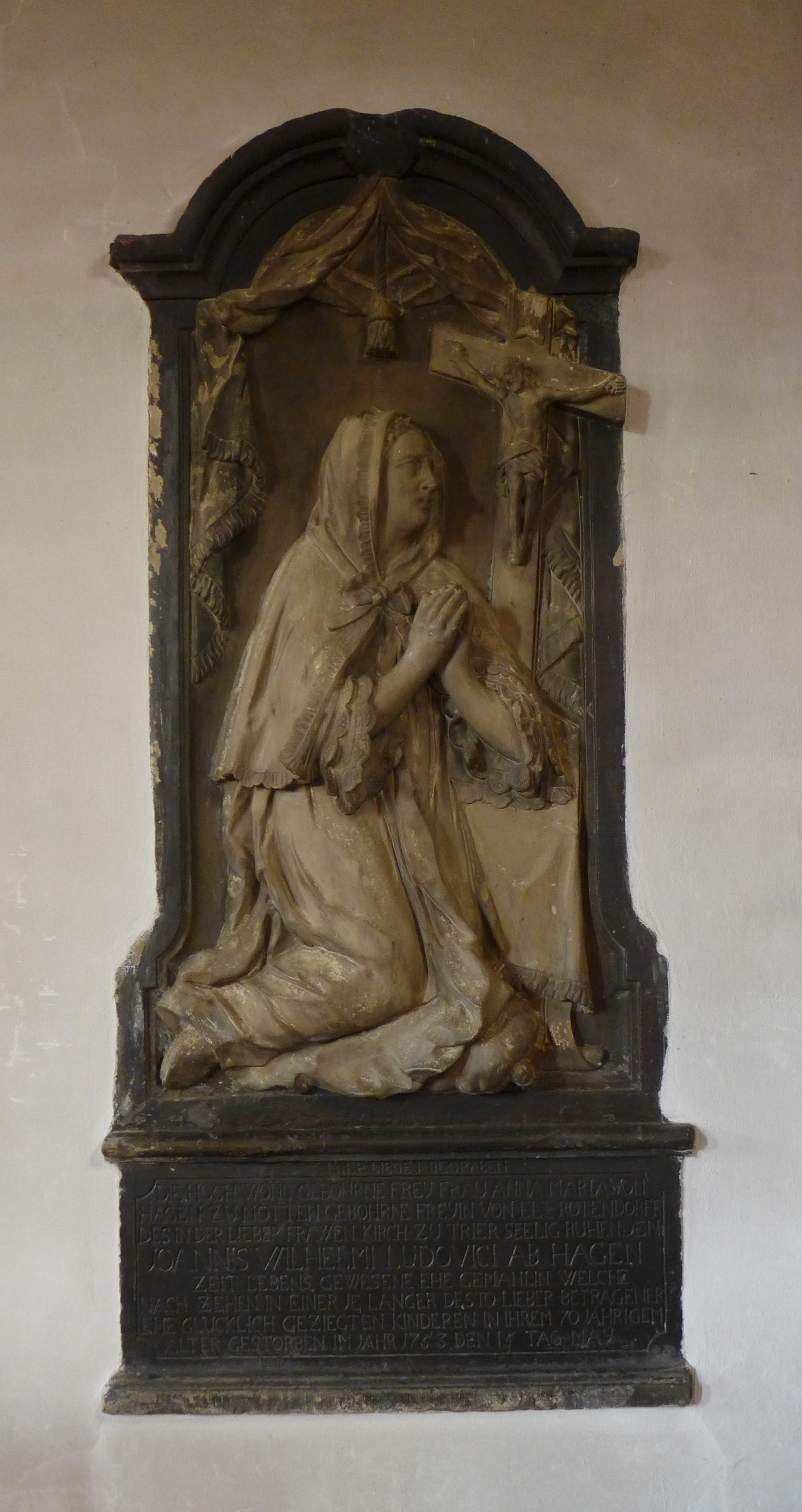
Grabplatte der Anna Maria Charlotte von Hagen, geb. Freifrau von Eltz-Rottendorf (1684–1753), verheiratet von 1706 bis 1750 mit Johann Wilhelm Ludwig Herr zur Motten, Büschfeld, Hüttersdorf, Hellenhausen, Düppenweiler, Lebach, Michelbach und Bardenbach, Kurtrierischer Marschall und Oberhofmeister, Polnischer und sächsischer Wirklicher Geheimrat sowie Kaiserlicher Reichshofrat (1673–1750), Mutter von Johann Hugo II. von Hagen

## Orgel

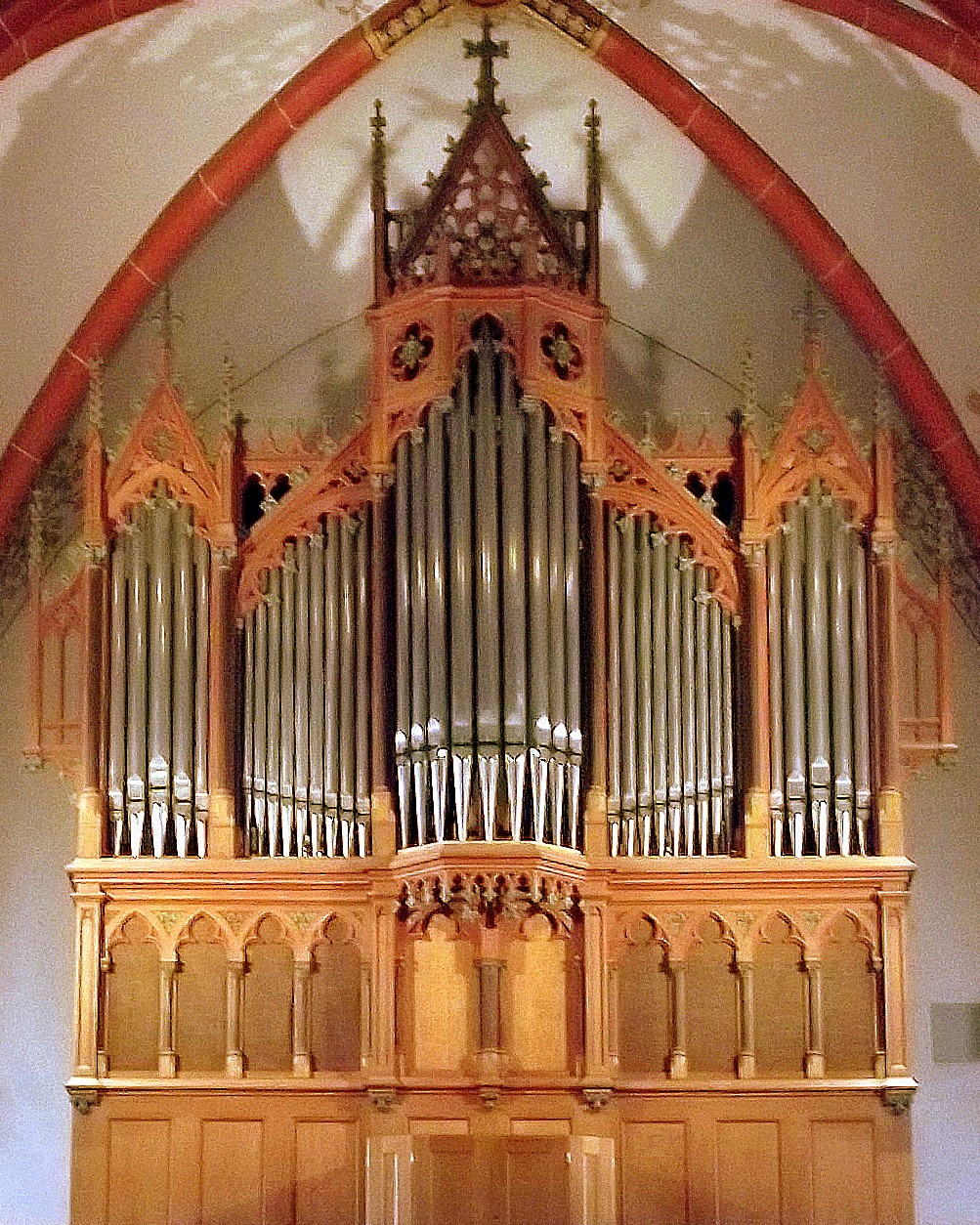
Orgelprospekt

Im Jahre 1826 erhielt die Lebacher Kirche ihre erste Orgel. Es handelte sich dabei um ein einmanualiges Instrument (16 Register) des Orgelbauers Johann Friedrich Verschneider (1771–1844) aus Püttlingen in Lothringen. Dieses Instrument wurde im Jahr 1870 von Orgelbauer Johann Josef Müller (1832–1898) aus Rehlingen hinsichtlich des Gebläses und der Mechanik überholt. Ebenso wurde eine neue Klaviatur eingebaut.
Die Orgel wurde nach dem Abriss der alten Kirche im Jahr 1881 durch Orgelbauer Heinrich Voltmann aus Klausen im Jahr 1883 in der neuen Pfarrkirche wieder aufgestellt. Im Jahr 1895 wurde sie beim sturmbedingten Einsturz des Turmhelms zerstört.
1897 erhielt die Kirche vom Orgelbau Stahlhuth aus Burtscheid bei Aachen eine neue, zweimanualige Orgel mit pneumatischen Trakturen und romantischer Disposition. Die Kosten für den Neubau in neogotischem Gehäuse beliefen sich auf 11.300 Mark. Diese Orgel, deren Blasebälge bisher mit Muskelkraft angetrieben worden waren, wurde im Jahr 1924 mit einem elektrischen Motor ausgestattet. Die im Ersten Weltkrieg zur Metallgewinnung abgelieferten 35 Prospektpfeifen wurden bei dieser Aktion von der Firma Stahlhuth gegen die Zahlung von 1100 Mark ersetzt.
Das Instrument war bis zum Jahr 1969 in Benutzung, als es in der Vorweihnachtszeit unbespielbar wurde. Als provisorischer Ersatz wurde deshalb zum Preis von 20.500 Deutsche Mark eine elektronische Orgel angeschafft. Diese wurde im Jahr 1981 durch eine geliehene kleine mechanische Pfeifenorgel ersetzt.
| I Hauptwerk C–g3 |               |       |
| 1.               | Bourdon       | 16′   |
| 2.               | Prinzipal     | 8′    |
| 3.               | Harmonieflöte | 8′    |
| 4.               | Gamba         | 8′    |
| 5.               | Gedackt       | 8′    |
| 6.               | Oktav         | 4′    |
| 7.               | Oktavflöte    | 4′    |
| 8.               | Quintflöte    | 2 ⁄3′ |
| 9.               | Oktavin       | 2′    |
| 10.              | Mixtur IV-Vf. |       |
| 11.              | Trompete      | 8′    |

| Positiv C–g3 |                 |    |
| 12.          | Geigenprincipal | 8′ |
| 13.          | Gedackt         | 8′ |
| 14.          | Salicional      | 8′ |
| 15.          | Aeoline         | 8′ |
| 16.          | Zartflöte       | 4′ |
| 17.          | Piccolo         | 2' |

| Pedal C–g3 |             |     |
| 18.        | Violon      | 16′ |
| 19.        | Subbass     | 16′ |
| 20.        | Oktavbass   | 8′  |
| 21.        | Gedacktbass | 8′  |
| 22.        | Cello       | 8′  |
| 23.        | Posaune     | 16′ |
| 24.        | Trompete    | 8′  |

Die heutige Orgel wurde auf Initiative des im Jahr 1981 gegründeten Lebacher Orgelbaufördervereins in den Jahren 1985 (Auftragserteilung am 7. Juli 1987) bis 1987 (Beginn der Aufbauarbeiten am 28. September 1987) von der Firma Hugo Mayer/Heusweiler mit dem alten Gehäuse unter Verwendung des originalen Pfeifenwerkes erbaut und am Cäcilienfest, dem 22. Oktober 1987, von Regionaldekan Albert André eingeweiht. Der Orgelverein sammelte insgesamt 100.000 Deutsche Mark für die Anschaffung einer neuen Orgel. Ebenso beteiligte sich der Kirchenchor durch die Spende von Konzerterlösen. Der Ministerpräsident des Saarlandes, Oskar Lafontaine, gewährte einen Zuschuss aus Landesmitteln. Zuschüsse kamen ebenfalls von der Saarland-Sporttoto GmbH, der Kreissparkasse Saarlouis sowie der Lebacher Volksbank.
Das neue Instrument hat 37 Register (darunter ein extendiertes Register) auf drei Manualen und Pedal. Die Spieltraktur ist mechanisch, die Registertraktur elektrisch. Der Eichenholz-Prospekt der Stahlhuth-Orgel von 1897 (bis 1969) wurde restauriert und für das neue Instrument übernommen. Im Jahre 2005 wurde dieses umfassend gereinigt und neuintoniert, leicht erweitert und unter anderem mit einer elektronischen Setzeranlage mit 8000 Kombinationen ausgestattet.
| I Hauptwerk C–g3 |             |      |
| 1.               | Gedackt     | 16′  |
| 2.               | Prinzipal   | 8′   |
| 3.               | Flöte       | 8′   |
| 4.               | Prinzipal   | 4′   |
| 5.               | Querflöte   | 4′   |
| 6.               | Quinte      | 2/3′ |
| 7.               | Nachthorn   | 2′   |
| 8.               | Mixtur V-VI | 1/3′ |
| 9.               | Trompete    | 8′   |

| II Echowerk C–g3 |             |    |
| 10.              | Holzgedeckt | 8′ |
| 11.              | Blockflöte  | 4′ |
| 12.              | Prinzipal   | 2′ |
| 13.              | Scharf Vf.  | 1′ |
| 14.              | Cromorne    | 8′ |
| 15.              | Tremulant   |    |
|                  | Tremulant   |    |

| III Schwellwerk C–g3 |                |       |
| 16.                  | Metallflöte    | 8′    |
| 17.                  | Gedackt        | 8′    |
| 18.                  | Gambe          | 8′    |
| 19.                  | Schwebung      | 8′    |
| 20.                  | Principal      | 4′    |
| 21.                  | Flöte          | 4′    |
| 22.                  | Nazard         | 2/3′  |
| 23.                  | Octavin        | 2′    |
| 24.                  | Terz           | 13/5′ |
| 25.                  | Plein jeu IVf. | 2′    |
| 26.                  | Fagott         | 16′   |
| 27.                  | Hautbois       | 8′    |
| 28.                  | Clairon        | 4′    |
|                      | Tremulant      |       |

| Pedal C–f1 |                        |        |
| 29.        | Violon                 | 16′    |
| 30.        | Subbass                | 16′    |
| 31.        | Quintbass (Ext. Nr.30) | 102/3′ |
| 32.        | Oktavbass              | 8′     |
| 33.        | Gedecktbass            | 8′     |
| 34.        | Choralbass             | 4′     |
| 35.        | Blockflöte             | 2′     |
| 36.        | Posaune                | 16′    |
| 37.        | Trompete               | 8′     |

- Koppeln:
  - Normalkoppeln: II/I, III/I, III/II, I/P, II/P, III/P
  - Suboktavkoppeln: III/I
- Spielhilfen: 8.000 Kombinationen, Tutti

## Glocken
Im Turm hängt ein vierstimmiges Geläut mit den Schlagtönen d1, f1, g1 und a1.

## Pfarrhaus

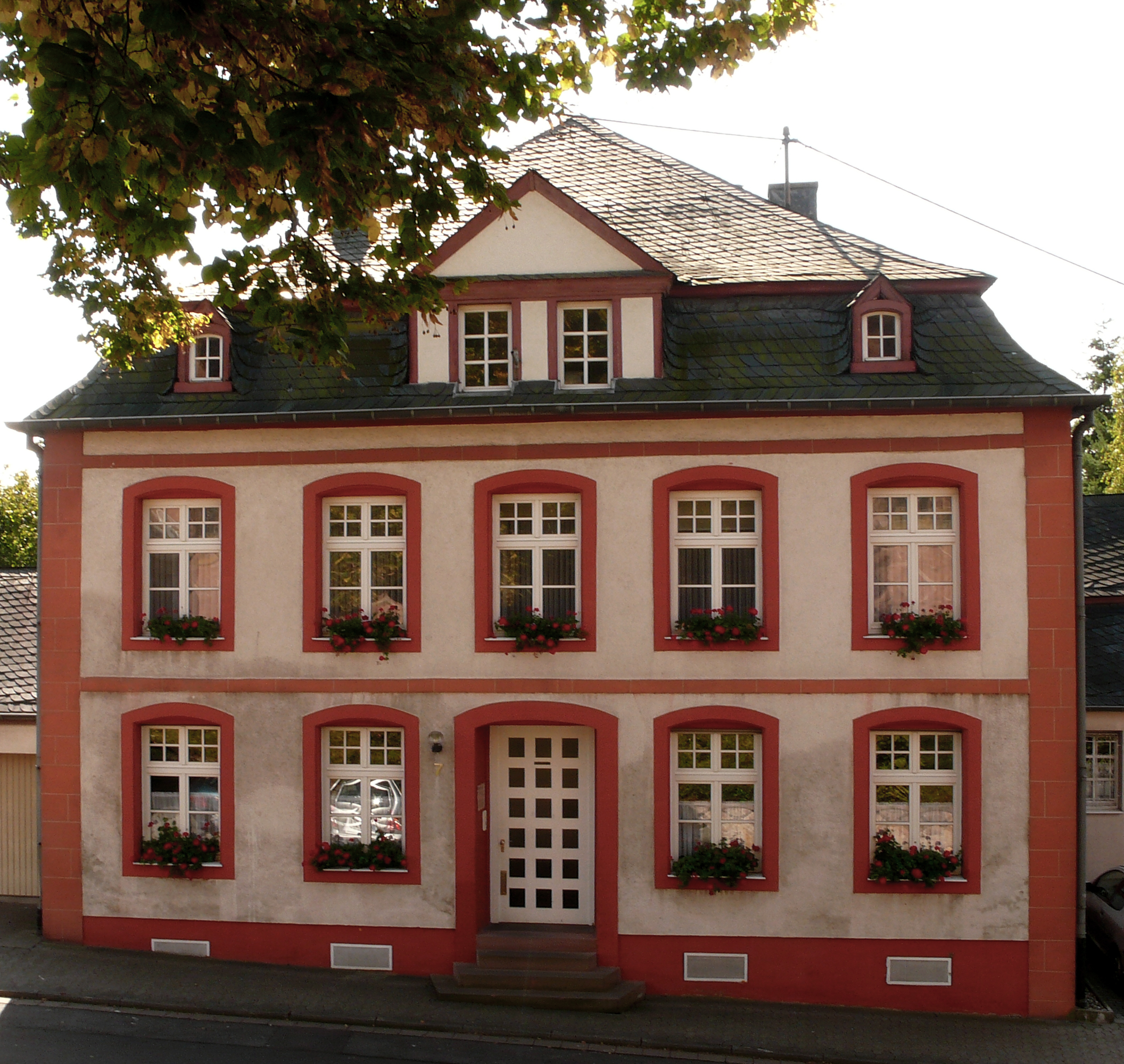
Heilige Dreifaltigkeit und St. Marien (Lebach), Pfarrhaus in dunkelroter Gewändefärbung
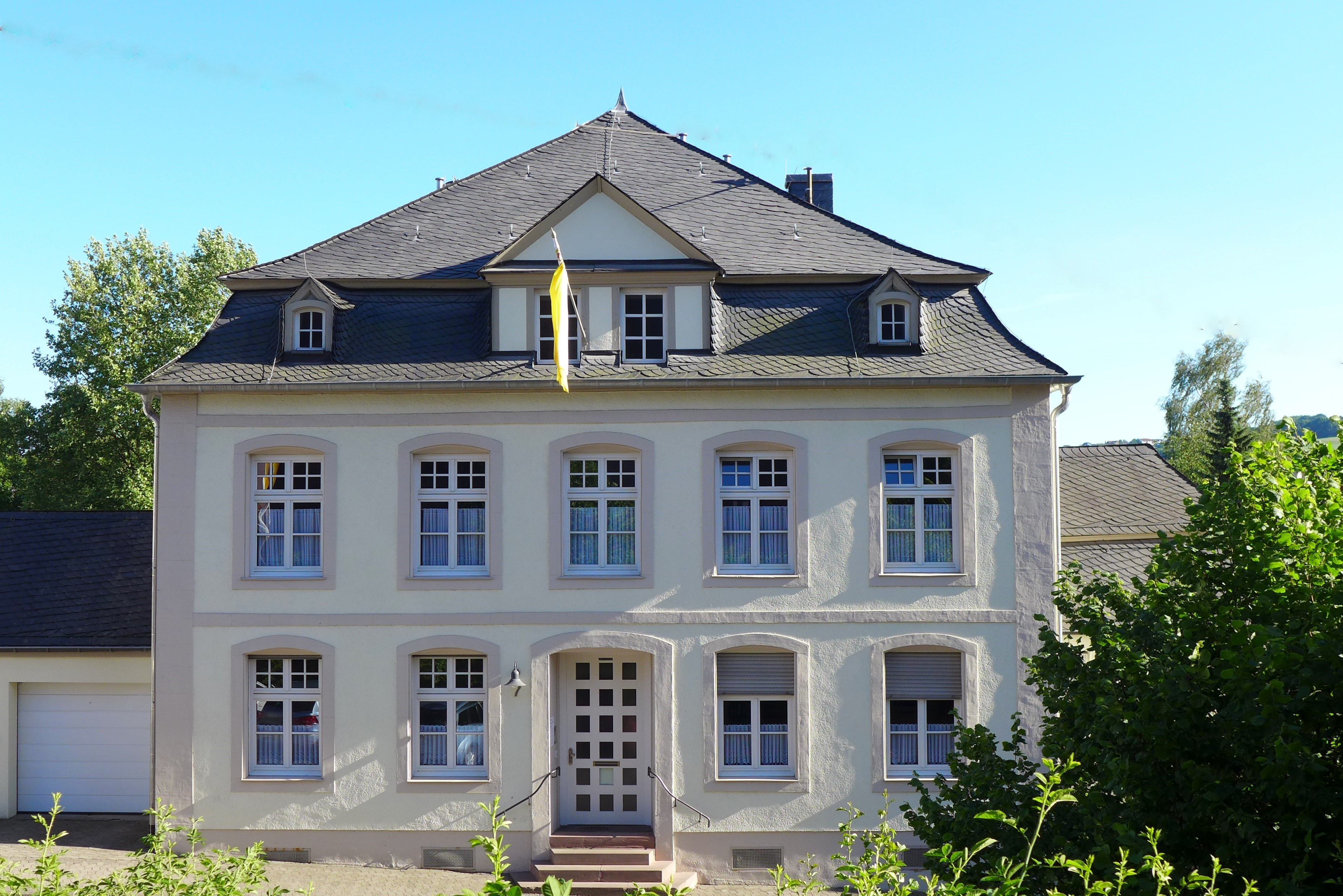
Heilige Dreifaltigkeit und St. Marien (Lebach), Pfarrhaus in heller Gewändefärbung

Das katholische Pfarrhaus steht als Einzeldenkmal unter Denkmalschutz. Der zweigeschossige, traufständige Putzbau wurde um 1770 durch den Schwarzwälder Baumeister Joseph Thomann im Barockstil erbaut und besitzt zwei niedrige Anbauten. Die Fassade auf der Straßenseite ist mit zwei Geschossgesimsen gegliedert. In der mittleren der fünf Fensterachsen befindet sich über einem schmalen Sockel der Eingang. Wie die Fenster ist er von einem Segmentbogen überspannt. Im Mansardenbereich des Daches befindet sich, flankiert von zwei Mansardfenstern, eine Gaube mit Dreiecksgiebel. Das Pfarrhaus wurde zu Beginn der 1980er Jahre unter Pfarrer Tilmann Haag grundlegend renoviert.

## Kunst im Umfeld

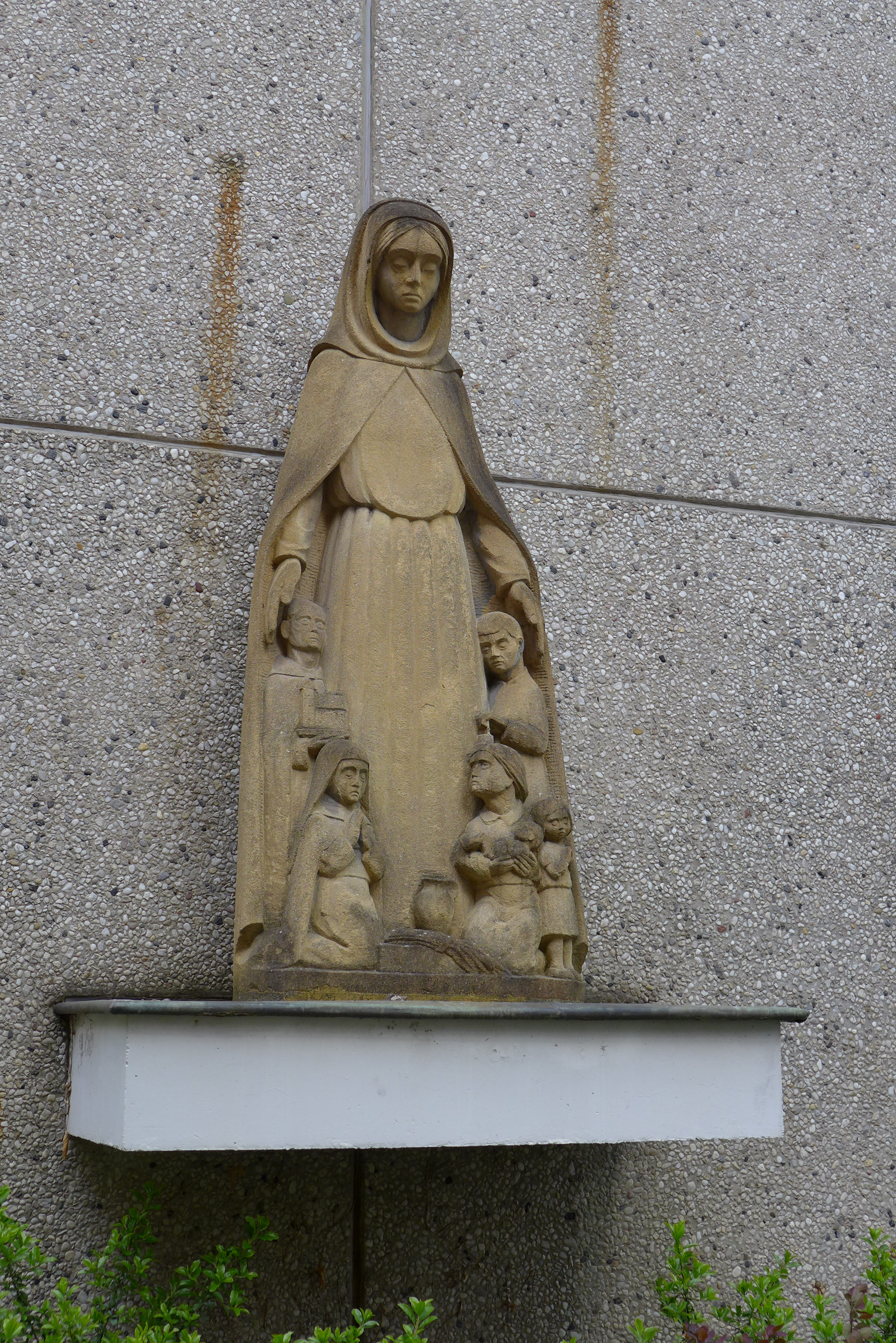
Ernst Brauner, „Schutzmantelmadonna“, 1956, Metzer Kalkstein (Jaumont), 2,00 × 0,85 × 0,50 m, Lebach, Vorplatz der katholischen Kirche, Pfarrgasse

Auf dem Vorplatz der Kirche, am Giebel des Geschäftshauses Groß, steht die Figur einer Schutzmantelmadonna, die unter der Ägide von Pfarrer Alois Kneip in Auftrag gegeben wurde und eine im Zweiten Weltkrieg zerstörte Marienfigur ersetzen sollte. Sie gehört zu den frühen Arbeiten, die der aus dem Sudetenland stammende und in Lebach wohnende Bildhauer Ernst Brauner (geboren 1917 in Oberlipka bei Grulich im Sudetenland, Österreich-Ungarn, jetzt Horní Lipka, Králíky, Tschechien; gestorben 1979 in Lebach-Landsweiler) für die Saarregion, in der er sich 1955 als Künstler selbständig gemacht hatte, schuf. Unter dem weiten, ärmellosen Mantel der Gottesmutter Maria, den sie über ihrem gegürteten Gewand trägt, staffeln sich in Bedeutungsperspektive verkleinert wiedergegebene, um Schutz flehende Menschen verschiedenen Alters und Geschlechts. Ein stehender Kleriker mit geradem Blick hält in seiner Hand ein Kirchenmodell, eine Nonne ist in stiller Andacht versunken, ein stehender Mann, vielleicht ein Bergmann, hält eine Grubenlampe, ein kleines Mädchen hat die Augen niedergeschlagen und die kleinen Hände zum Gebet gefaltet, eine junge Mutter kniet mit ihrem kleinen Kind flehend vor der Madonna, zu deren Füßen ein Krug und ein Ährenbündel niedergelegt sind. Der mitleidsvolle Blick Mariens wendet sich den Schutzsuchenden zu. Die Skulptur wurde aus Metzer Kalkstein (Jaumont-Stein) gemeißelt, der sich durch seinen goldgelben Farbton auszeichnet. Sie lehnt sich ikonografisch und formal an mittelalterliche Figuren dieses Typus an.